# قلب
القلب عضو عضلي عند البشر والحيوانات الأخرى، يضخّ الدم عبر الأوعية الدموية في الدورة الدموية. يزود الدم الجسم بالأوكسجين والمغذيات، كما يساعد في إزالة مخلفات عمليات الاستقلاب. يقع القلب عند البشر بين الرئتين، في الحجرة الوسطى للصدر.
ينقسم القلب عند البشر والثدييات الأخرى والطيور إلى أربع حجرات: علويتان هما الأذينان الأيمن والأيسر، وسفليتان هما البطينان الأيمن والأيسر. يُشار عادةً إلى الأذين والبطين الأيمنين باسم القلب الأيمن، كما يُشار إلى الأذين والبطين الأيسر باسم القلب الأيسر. أما قلوب الأسماك فعلى النقيض تشتمل على حجرتين فقط هما الأذين والبطين، بينما تشتمل قلوب الزواحف على ثلاث حجرات. في القلب الصحيّ يتدفق الدم باتجاه واحد عبر القلب بفضل وجود صمامات القلب، التي تمنع تدفقه بالاتجاه المعاكس. يُحاط القلب بكيس مجوف للحماية، يحتوي جوف هذا الكيس على كمية قليلة من سائل. تتكّون جدران القلب من ثلاث طبقات: النِخاب، وعضلة القلب، والشِغاف.
يضخّ القلب الدم بإيقاع نظمي تحدده مجموعة خلايا ناظمة للخطا في العقدة الجيبية الأذينية. تنتج هذه الخلايا تياراً يسبب تقلص القلب، وينتقل هذا التقلص إلى العقدة الأذينية البطينية، ومن ثم ينتقل عبر الجهاز الموصل للقلب. يتلقى القلب الدم منخفض الأوكسجين من الدوران الجهازي، يدخل هذا الدم إلى القلب إلى الأذين الأيمن تحديداً عبر الوريدين الأجوفين العلوي والسفلي، ومن ثم يمر هذا الدم من خلال الصمام ثلاثي الشرفات إلى البطين الأيمن. يُضَخ الدم من البطين الأيمن عبر الدوران الرئوي إلى الرئتين، حيث تتلقى هناك الأوكسجين ويطرح ثنائي أوكسيد الكربون. يعود فيما بعد الدم المؤكسج إلى الأذين الأيسر، ومن ثم يمرّ الدم إلى البطين الأيسر، حيث يُضَخ من هناك عبر الشريان الأبهر إلى الدوران الجهازي، حيث يُستخدم الأوكسجين من قبل الأنسجة المختلفة ويحمّل الدم بثنائي أوكسيد الكربون. يضرب القلب في حالة الراحة بمعدّل قريب من 72 ضربة في الدقيقة. بينما يزداد عدد ضربات القلب في التمارين بشكل مؤقت، إلا أنه يقوم بخفض معدّل ضربات القلب عند الراحة على المدى الطويل، وهذا الأمر جيد من أجل صحّة القلب.
أمراض الجهاز الوعائي القلبي (CVD) هي أشيع أسباب الوفاة على مستوى العالم عام 2008، حيث سجّلت حوالي 30% من حالات الوفاة. أكثر من ثلاثة أرباع هذه الحالات كان بسبب مرض الشريان التاجي والنوبة القلبية. تتضمن عوامل الخطورة: التدخين، وزيادة الوزن، والكوليسترول المرتفع، وقلة ممارسة التمارين، والضغط الدموي المرتفع، ومرض السكري غير المضبوط، وعوامل أخرى. ليس للأمراض القلبية الوعائية عادةً أعراض أو قد تسبب ألماً في الصدر أو ضيقاً في التنفّس. يُشَخَّص المرض القلبي عبر أخذ التاريخ الطبي، والإنصات إلى أصوات القلب باستخدام السماعة الطبية، وإجراء تخطيط القلب الكهربائي، وتخطيط بالأمواج فوق الصوتية.

## البنية

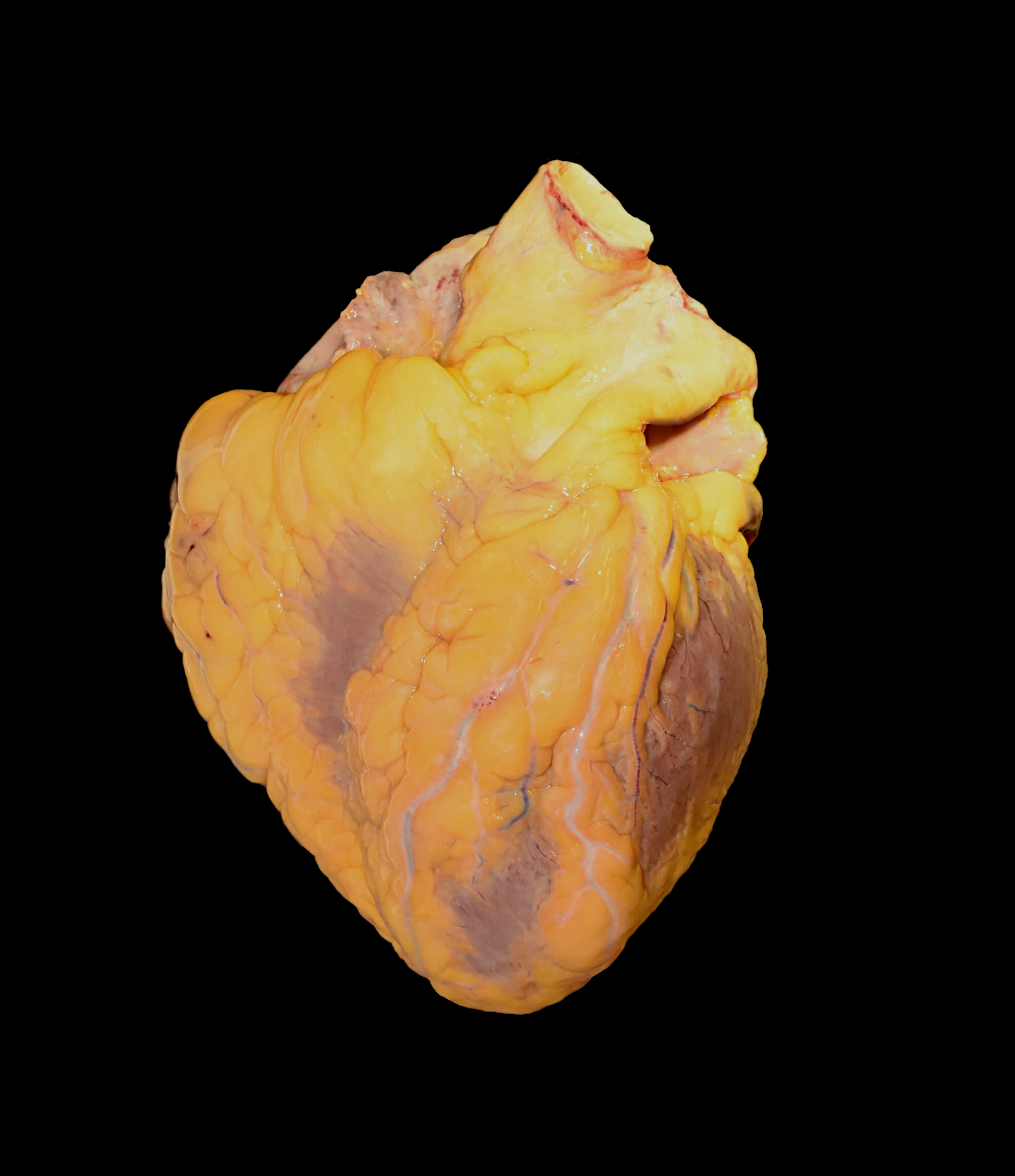
صورة فوتوغرافية لقلب بشري

### الموضع والشكل

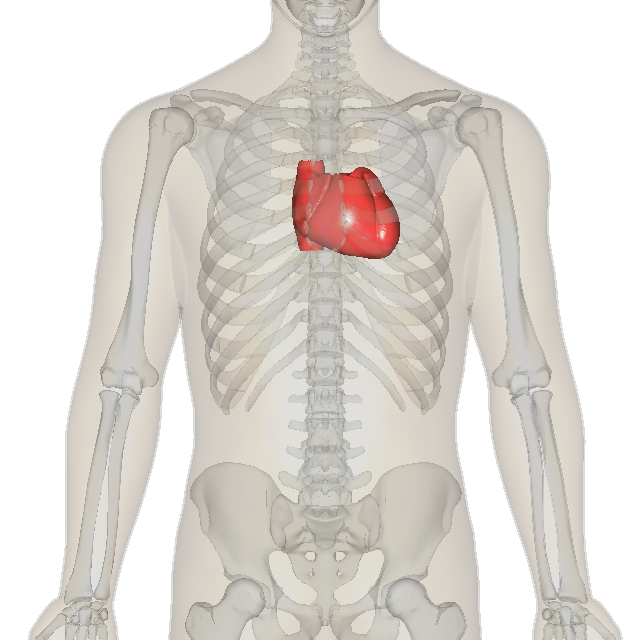
يتوضع القلب البشري في وسط الصدر، كما تدقّ قمته في الجهة اليسرى.

يقع القلب البشري في المنصف المتوسط، في مستوى الفقرات الصدرية من الخامسة إلى الثامنة. يحيط بالقلب كيس مزدوج الغشاء يدعى التامور يعلق القلب بالمنصف. يتوضع السطح الخلفي للقلب بالقرب من العمود الفقري، أما السطح الأمامي فيتوضع خلف عظم القص وغضاريف الأضلاع. الجزء العلوي من القلب هو نقطة الارتباط بالعديد من الأوعية الدموية الكبيرة، الوريد الأجوف العلوي، والشريان الأبهر، والجذع الرئوي. يتوضع الجزء العلوي من القلب في مستوى الغضروف الضلعي الثالث. تتجه قمة القلب نحو الأسفل والأيسر من القص (حوالي ثماني إلى تسع سنتيمترات من الخط الناصف) في المسافة الوربية بين الضلع الرابعة والخامسة قرب تمفصل الأضلاع مع غضاريفها.
الجزء الأكبر من القلب يميل إلى الجانب الأيسر من الصدر (على الرغم من أنه في بعض الحالات قد يميل نحو الأيمن)، كما أن القلب الأيسر أقوى وأكبر من القلب الأيمن لأنه يضخّ الدم إلى كافة أنحاء الجسم. وبما أن القلب يتوضع بين الرئتين فإن الرئة اليسرى أصغر من الرئة اليمنى، وتتميز الرئة اليسرى بوجود ثلمة قلبية في حافتها لتتلائم مع القلب. للقلب شكل مخروطيّ، تتوضع قاعدته في الأعلى، وتستدقّ نهايته في الأسفل لتشكّل القمة. تبلغ كتلة قلب البالغ من 250 إلى 350 غرام. عادةً يكون القلب بحجم قبضة اليد: 12 سم طولاً (5 إنش)، و8 سم عرضاً (حوالي 3.5 إنش)، و6 سم سماكةً (حوالي 2.5 إنش). يمكن أن تكون قلوب الرياضيين المدربين جيّداً أكبر بسبب تأثير التمارين على عضلة القلب، بشكل يشابه الاستجابة في العضلات الهيكلية.

### الحجرات

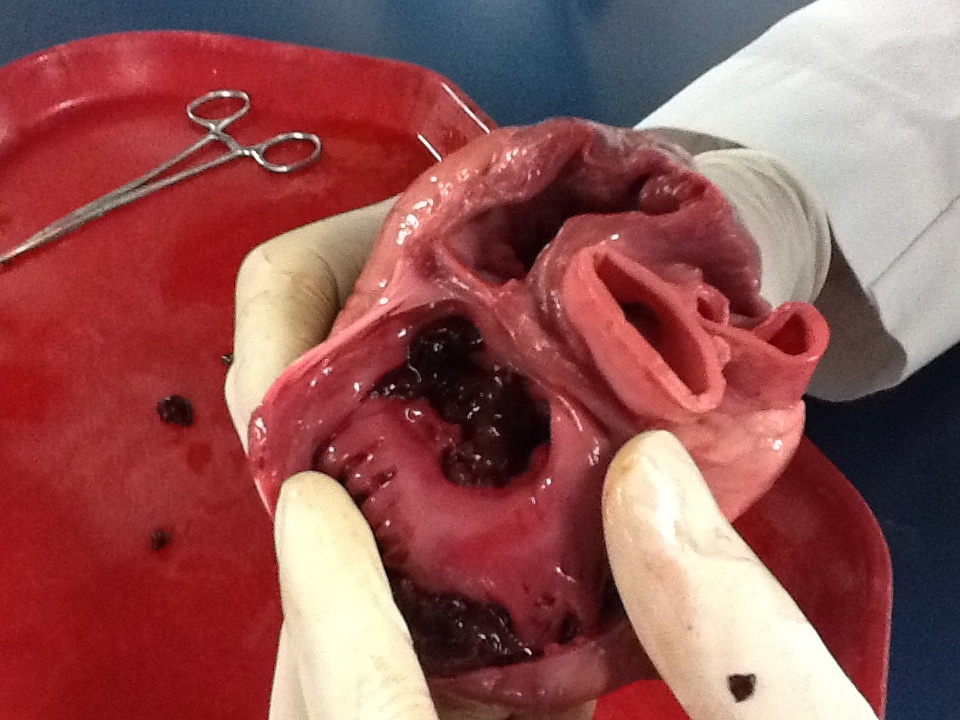
قلب يُشرّح، يظهر البطينان من الأعلى.

للقلب أربع حجرات، اثنتان علويتان تدعيان الأذينان وهما الحجرتان اللتان تستقبلان الدم، وحجرتان سفليتان تدعيان البطينان وهما الحجرتان اللتان ترسلان الدم بعيداً عن القلب. ينفتح الأذينان على البطينين عبر فتحتين موجودتان في الحاجز الأذيني البطيني. يتراءى هذا التمييز بين الحجرات على السطح الخارجي للقلب أيضاً من خلال الثلم الإكليلي. يوجد في الجزء العلوي من الأذين الأيمن بنية ذو شكل يشبه الأذن تُدعى الزائدة الأذينية أوالأذينة أو الصيوان، كما توجد واحدة أخرى في الجزء العلوي للأذين الأيسر تدعى بالزائدة الأذينية. يُشار عادةً إلى الأذين والبطين الأيمنين باسم القلب الأيمن، وبشكل مشابه يطلق على الأذين والبطين الأيسرين معاً لقب القلب الأيسر. ينفصل البطينان عن بعضهما عبر الحاجز بين البطينين، ويتظاهر هذا الحاجز على سطح القلب عبر الثلم الطولاني الأمامي والثلم الطولاني الخلفي.
يتألف الهيكل القلبي من نسيج ضام كثيف يعطي القلب بنيته، ويشكل هذا النسيج الحاجز الأذيني البطيني الذي يفصل الأذينين عن البطينين، كما أن هذا النسيج يُشكِّل الحلقات الليفية الأربع التي تُمثّل قواعد الصمامات القلبية الأربعة. يقدم الهيكل القلبي عازلاً مناسباً وهوجزء مهم للجهاز الموصل الكهربائي للقلب، حيث أن ألياف الكولاجين لا تنقل التيار الكهربائي. تُقسّم حجرات القلب أيضاً عبر حاجز بين أذيني يفصل الأذينين عن بعضهما وحاجزٍ بين بطينين يفصل البطينين عن بعضهما. وبما أن البطينين يحتاجان لتوليد ضغط أكبر لضخّ الدم عند تقلُّصهما فإن الحاجز بين البطينين أثخن من الحاجز بين الأذينين.

#### الصمامات

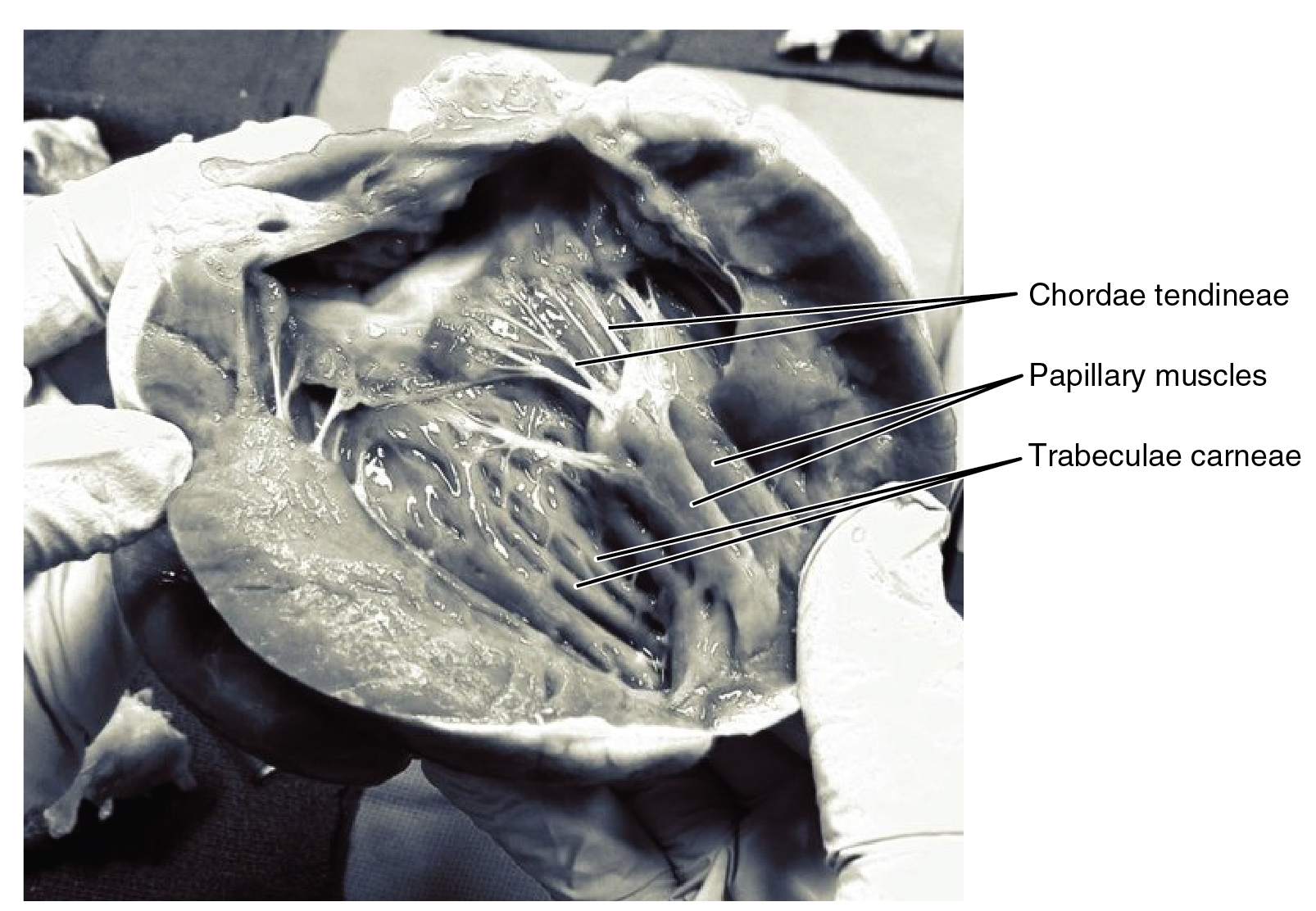
مقطع جبهي يظهر العضلات الحليمية مرتبطةً بالصمّام ثلاثي الشُرَف على الجانب الأيمن، ومرتبطة بالصمّام التاجي في الجانب الأيسر وذلك عبر الحبال الوترية.

يمتلك القلب أربع صمامات تفصل بين حجراته. هناك صمام بين كل أذين وبطين، وصمام عند مخرج كل بطين.
تُدعى الصمّامات بين الأذينين والبطينين بالصمّامات الأذينية البطينية. بين الأذين الأيمن والبطين الأيمن يدعى الصمّام بالصمّام ثلاثي الشُرَف، حيث يمتلك الصمّام ثلاث وريقات، ترتبط بحبال وترية إلى ثلاث عضلات حليمية أمامية وخلفية وحاجزية، وجاءت تسميتها بحسب توضّعها. بينما يُدعى الصمّام بين الأذين والبطين الأيسرين بالصمّام التاجي، كما أنه يُدعى بالصمّام ثنائي الشُرف، وذلك لأنه يمتلك وريقتان أمامية وخلفية ترتبطان بحبال وترية إلى عضلات حليمية تنبثق من جداران البطين.
تمتد العضلات الحليمية من جدران القلب إلى الصمامات عبر اتصالات غضروفية تُدعى الحبال الوترية. تمنع هذه العضلات الصمامات من الرجوع إلى الخلف كثيراً عند انغلاقها. أثناء الطور الانبساطي من الدورة القلبية، تكون العضلات الحليمية منبسطة أيضاً، وعندما تنقبض حجرات القلب، تنقبض كذلك العضلات الحليمية، يخلق هذا ضغطاً على الحبال الوترية يساعد في الإبقاء على وريقات الصمّامات في مكانها ويمنعها من أن تنقلب إلى الأذينين. 
هناك صمّامان آخران هلاليان يتوضعان عند مخرج كل بطين. يتوضع الصمّام الرئوي عند قاعدة الشريان الرئوي، حيث يمتلك هذا الصمّام ثلاث وريقات ولكنها لا ترتبط بعضلات حليمية، فعندما يسترخي البطين يعود الدم إلى البطين من الشريان، وهذه العودة تملأ جيوب الصمام التي تضغط على وريقات الصمّام لتنغلق وتُسدّ بذلك فوهة الصمّام. يتوضّع كذلك الصمّام الهلالي الأبهري عند قاعدة الأبهر، ولا ترتبط وريقات الصمّام بعضلات حليمية كما هوالحال في الصمّام الرئوي، ويمتلك كذلك ثلاث وريقات تنغلق بفعل ضغط الدم العائد من الشريان باتجاه البطين.

#### القلب الأيمن
يتكوّن القلب الأيمن من حجرتين، الأذين الأيمن والبطين الأيمن، يفصل بينهما صمّام هوالصمّام ثُلاثي الشُرف.
يتلقى الأذين الأيمن معظم الدمّ بشكل مستمر من وريدي الجسم الرئيسيين، الوريد الأجوف العلوي والوريد الأجوف السفلي. تبقى كمية قليلة من الدم من الدوران التاجي تصب أيضاً في الأذين الأيمن عبر الجيب التاجي، والذي يفتح فوق فتحة الوريد الأجوف السفلي تمامً وإلى الوسط. يوجد في جدار الأذين الأيمن انطباع ذو شكل بيضي يُعرف باسم الحفرة البيضية، وهي بقايا فتحة في قلب الجنين تُدعى بالفتحة البيضية. معظم السطح الداخلي للأذين الأيمن أملس، تكون الحفرة البيضية أُنسيّة. أما السطح الأمامي للأذين الأيمن فهو ذو حواف عضلية تدعى بالعضلات المشطية، وتكون هذه العضلات موجودة أيضاً في الزائدة الأذينية اليمنى.
يتصل الأذين الأيمن بالبطين الأيمن بواسطة الصمّام ثلاثي الشُرف. تكون جدران البطين الأيمن مخططة بترابيق لحمية، وهي تبارزات من العضلة القلبية مغطاة بالشِّغاف. بالإضافة لهذه الحروف العضلية، يوجد أيضاً حزمة من العضلة القلبية مغطّاة أيضاً بالشِّغاف تُدعى بالشريط المعدِّل تعزز جدران البطين الأيمن الرقيقة وتلعب دوراً حاسماً في النقل القلبي، تنبثق هذه الحزمة من الجزء السفلي من الحاجز بين البطينين وتعبر جوف البطين الأيمن لتتّصل مع العضلة الحليمية الخلفية. يستدقّ البطين الأيمن في الجذع الرئوي، حيث يقذف البطين الدم عند تقلُّصه. يتفرّع الجذع الرئوي إلى شريانين رئويين أيمن وأيسر يحملان الدم إلى كل رئة. يتوضّع الصمّام الرئوي بين القلب الأيمن والجذع الرئوي.

#### القلب الأيسر
يتألف القلب الأيسر من حجرتين: الأذين الأيسر والبطين الأيسر اللذان ينفصلان عن بعضهما عبر الصمّام التاجي.
يتلقى الأذين الأيسر الدم المؤكسج العائد من الرئتين عبر الأوردة الرئوية الأربعة. يمتلك الأذين الأيسر جيباً خاجياً يُدعى الزائدة الأذينية اليسرى. وكما هو الحال في الأذين الأيمن فإن الأذين الأيسر مخطط بالعضلات المشطية. يتصل الأذين الأيسر إلى البطين الأيسر عبر الصمّام التاجي.
البطين الأيسر أثخن من البطين الأيمن وذلك بسبب القوة الأكبر التي يحتاجها ليضخّ الدم إلى كامل الجسم. وكما هو الحال في البطين الأيمن فإن البطين الأيسر له ترابيق لحمية، ولكنه لا يمتلك شريطاً معدِّلاً. يضخّ البطين الأيسر الدم إلى الجسم من خلال الصمّام الأبهري إلى الشريان الأبهر ومنه إلى أنحاء الجسم، ويتلقى القلب كذلك الدم من خلال شريانين يتفرعان من الأبهر فوق الصمّام هما الشريان التاجي الأيسر وهو الرئيسي والشريان التاجي الأيمن.

### جدار القلب

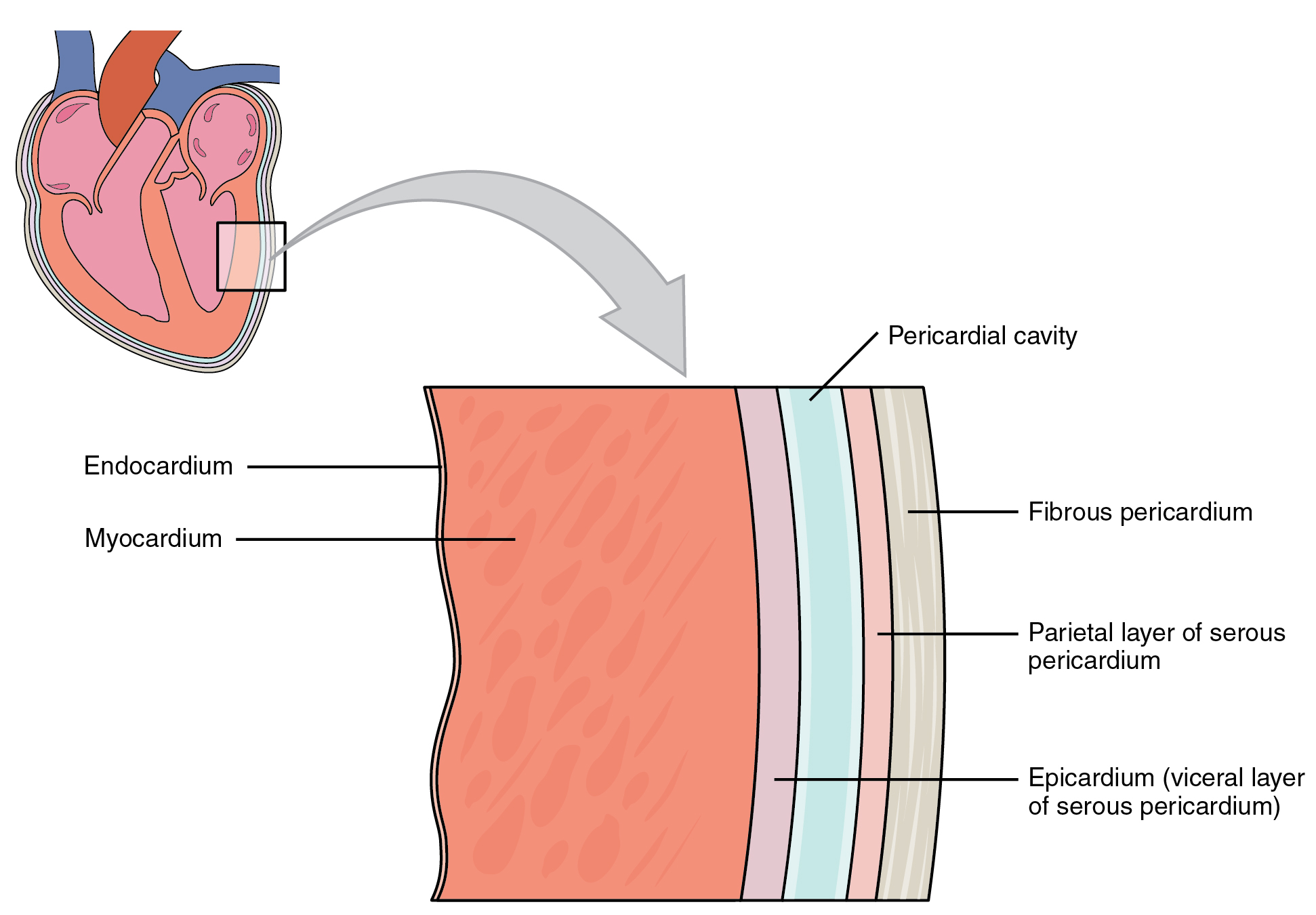
طبقات جدار القلب تتضمن التامور الجداري والحشوي.

يتألف جدار القلب من ثلاث طبقات: الداخلية وهي الشِّغاف، والوسطى وهي عضلة القلب، والخارجية وهي النِّخاب. تُحاط هذه الطبقات الثلاث بكيس ثنائي الغشاء هو التامور.
تُدعى الطبقة الداخلية من جدار القلب بالشِّغاف وهي تُبطَّن بظهارة مسطحة بسيطة، وهي تغطي حجرات القلب من الداخل وتغطي صماماته. يستمر الشغاف ببطانة أوردة وشرايين القلب، ويربطها بعضلة القلب تحتها طبقة رقيقة من نسيج ضام. قد تلعب طبقة الشغاف التي تبطّن القلب دوراً في تنظيم تقلّص عضلة القلب عبر إفرازها للإندوثيلين.

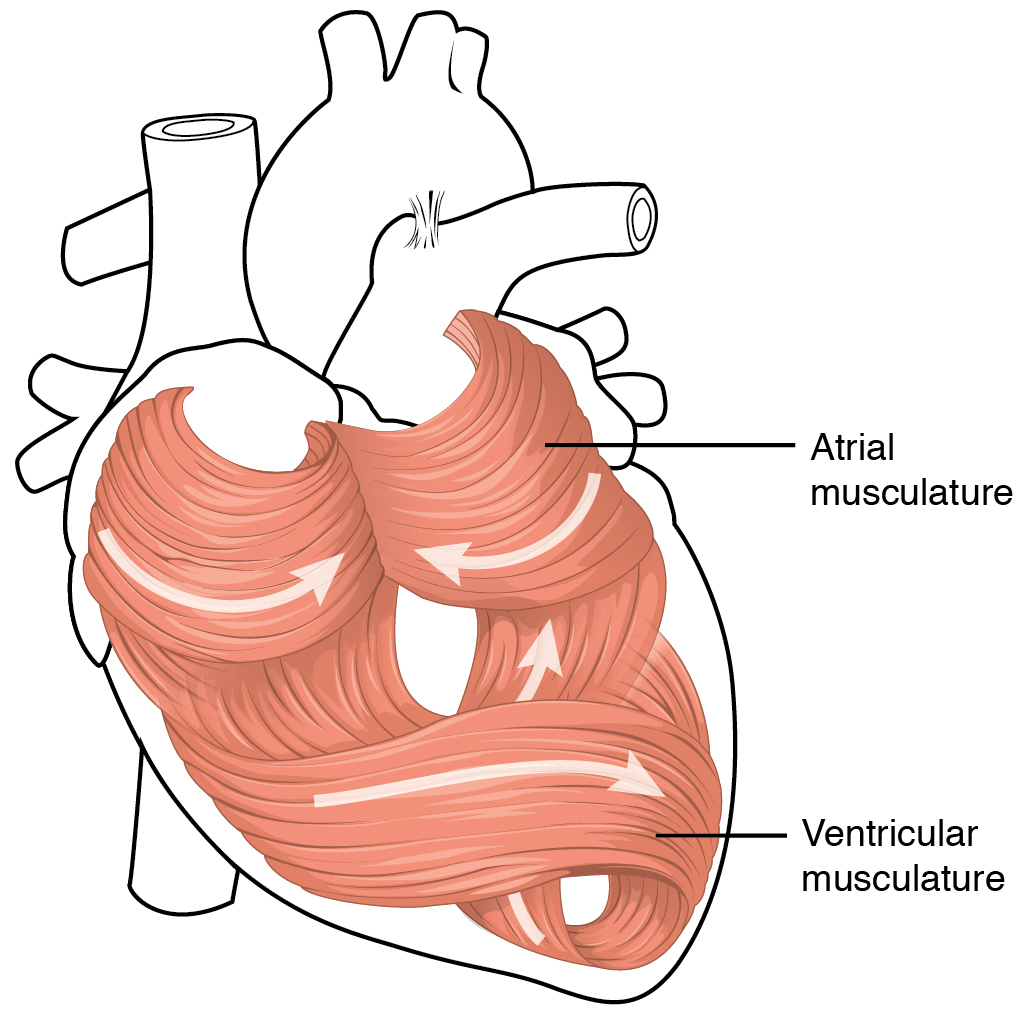
يساعد نموذج توزع الألياف العضلية في القلب على ضخّ الدم بفعاليّة.

الطبقة الوسطى من جدار القلب هي الطبقة العضلية التي تمثلّ عضلة القلب-نسيج عضلي مخطط لا إرادي يُحاط بإطار من الكولاجين. تتوزع الألياف العضلية في القلب بنموذج معقّد وأنيق، حيث تتخذ الخلايا العضلية شكلاً لولبيّاً أو دوَّاميّاً حول حجرات القلب، حيث تأخذ الطبقات الخارجية شكل الرقم (8) حول الأذينين وقاعدة الأوعية الكبرى، بينما تتخذ الألياف الداخلية شكل الرقم (8) حول البطينين ويتجه باتجاه قمّة القلب. يسمح هذا النموذج المعقّد للقلب بضخّ الدم بشكل أكثر فعاليّة.
يوجد نمطان من الخلايا في العضلة القلبية: خلايا العضلة القادرة على التقلُّص بسهولة، والخلايا ناظمة الخطا التي تنتمي للجهاز الموصل للقلب. تشَكِّلُ الخلايا العضلية حوالي 99% من كتلة الأذينين والبطينين. تتّصل هذه الخلايا القلوصة ببعضها بعضاً بواسطة الأقراث المقحمة التي تسمح للخلايا العضلية بالاستجابة بسرعة لنبضات كامن الفعل التي تطلقها الخلايا ناظمة الخطا، حيث تسمح هذه الأقراص للخلايا العضلية بالتقلص معاً كما لو أنها كتلة مخلوية، فتسمح بموجب ذلك للقلب بالتقلّص بحيث يستطيع قذف الدم إلى الشرايين الرئيسية. بينما تشكِّل الخلايا ناظمة الخطا حوالي 1% من كتلة القلب، وتشكِّل الجهاز الموصل للقلب. تكون الخلايا ناظمة الخطا أصغر بكثير من الخلايا القلوصة، كما وتمتلك عدداً من اللييفات العضلية أقل مما هو موجود في الخلايا القلوصة، وهذا يمنحها قدرة محدودة على التقلُّص. تماثل وظيفة الخلايا ناظمة الخاط في أوجه عديدة وظيفة الخلايا العصبية. يمتلك النسيج القلبي خاصيّة النظم الذاتي-وهي القدرة على البدء بكامن فعل قلبي بمعدل ثابت- ونشر النبضة بسرعة من خلية إلى خلية لتطلق تقلص القلب بأكمله.
يحيط التامور بالقلب، ويتألف من غشائين: داخلي مصلي يُسمى النِخَاب، وخارجي ليفي. بين الغشائين يوجد جوف التامور الذي يحتوي على السائل التاموري، الذي يؤدي دور مزلق على سطح القلب.

### الدوران التاجي

التروية الشريانية للقلب (اللون الأحمر).

تحتاج أنسجة القلب كما كل أنسجة الجسم إلى التزوُّد بالأوكسجين والمغذيات وطريقة للتخلُّص من النفايات الاستقلابية، ويتحقق هذا الأمر عبر الدوران التاجي، الذي يتضمّن شرايين وأوردة وأوعية لمفيّة. يتدفّق الدم من خلال الأوعية التاجية بتواتر يتعلّق باسترخاء وتقلّص العضلة القلبية.
يتلقى نسيج القلب الدم من شريانين ينبثقان من الشريان الأبهر فوق الصمام تماماً، هما الشريان التاجي الأيسر وهو الشريان الرئيسي والشريان التاجي الأيمن. ينقسم الشريان التاجي الأيسر بعد منشأه بقليل إلى شريانين، وهما الشريان النازل الأمامي الأيسر والشريان المنعطف الأيسر. يقوم الشريان النازل الأمامي الأيسر بتروية البطين الأيسر (نسيج القلب، والجانب الخارجي، والحاجز) وذلك عبر تفرّعه إلى شرايين أصغر. بينما يقوم الشريان المنعطف الأيسر بتروية السطح الخلفي والسفلي من البطين الأيسر. بينما يقوم الشريان التاجي الأيمن بتروية الأذين الأيمن والبطين الأيمن والأجزاء الخلفية السفلية من البطين الأيسر. تأتي تروية العقدة الجيبية الأذينية من الشريان التاجي الأيمن (في حوالي 60% من الحالات)، أما تروية العقدة الأذينية البطينية فمن الشريان التاجي الأيمن أيضاً (في حوالي 90% من الحالات). يسير الشريان التاجي الأيمن في ثلم على الجزء الخلفي للقلب، بينما يسير الشريان النازل الأمامي الأيسر في ثلم في الوجه الأمامي للقلب. تظهر بين الناس تنوّعات كبيرة في تشريح الشرايين التي تروّي القلب.
الجيب التاجي هو الوريد الكبير الذي يصبّ في الأذين الأيمن، ويتلقى الدم من معظم التصريف الوريدي القلبي، حيث أنه يتلقى الدم من الوريد القلبي الكبير (الذي يتلقى الدم بدوره من الأذين الأيسر وكلا البطينين) والوريد القلبي الخلفي (تنزح الدم من الجزء الخلفي من البطين الأيسر) والوريد القلبي الأوسط (ينزح الدم قاع البطينين الأيمن والأيسر) والأوردة القلبية الصغيرة. تنزح الأوردة القلبية الأمامية الدم من مقدمة البطين الأيمن وتصب بشكل مباشر في الأذين الأيمن.
هناك شبكات لمفيّة صغيرة توجد تحت طبقات جدار القلب الثلاث تُدعى الضفائر. تجتمع هذه الشبكات في جذعين رئيسيين أيمن وأيسر، يمران من الأخدود بين البطينين على سطح القلب، ويتلقيان أوعية اصغرار أثناء مرورهما في الثلم. ثم تسير هذه الأوعية في الثلم الأذيني البطيني وتتلقى وعاءاً ثالثاً ينزح الجزء من البطين الأيسر الذي يتوضّع على الحجاب الحاجز. ينضم الوعاء الثالث إلى الوعاء الأيسر ويسيران على طول الشريان الرئوي والأذين الأيسر لينتهيا بالعقدة القصبية الرغامية السفلية. بينما يسير الوعاء الأيمن على طول الأذين الأيمن والجز من البطين الأيمن الذي يستلقي على الحجاب الحاجز، ومن ثم يسير عادةً أمام الأبهر الصاعد وينتهي في العقدة العضدية الرأسية.

### التعصيب

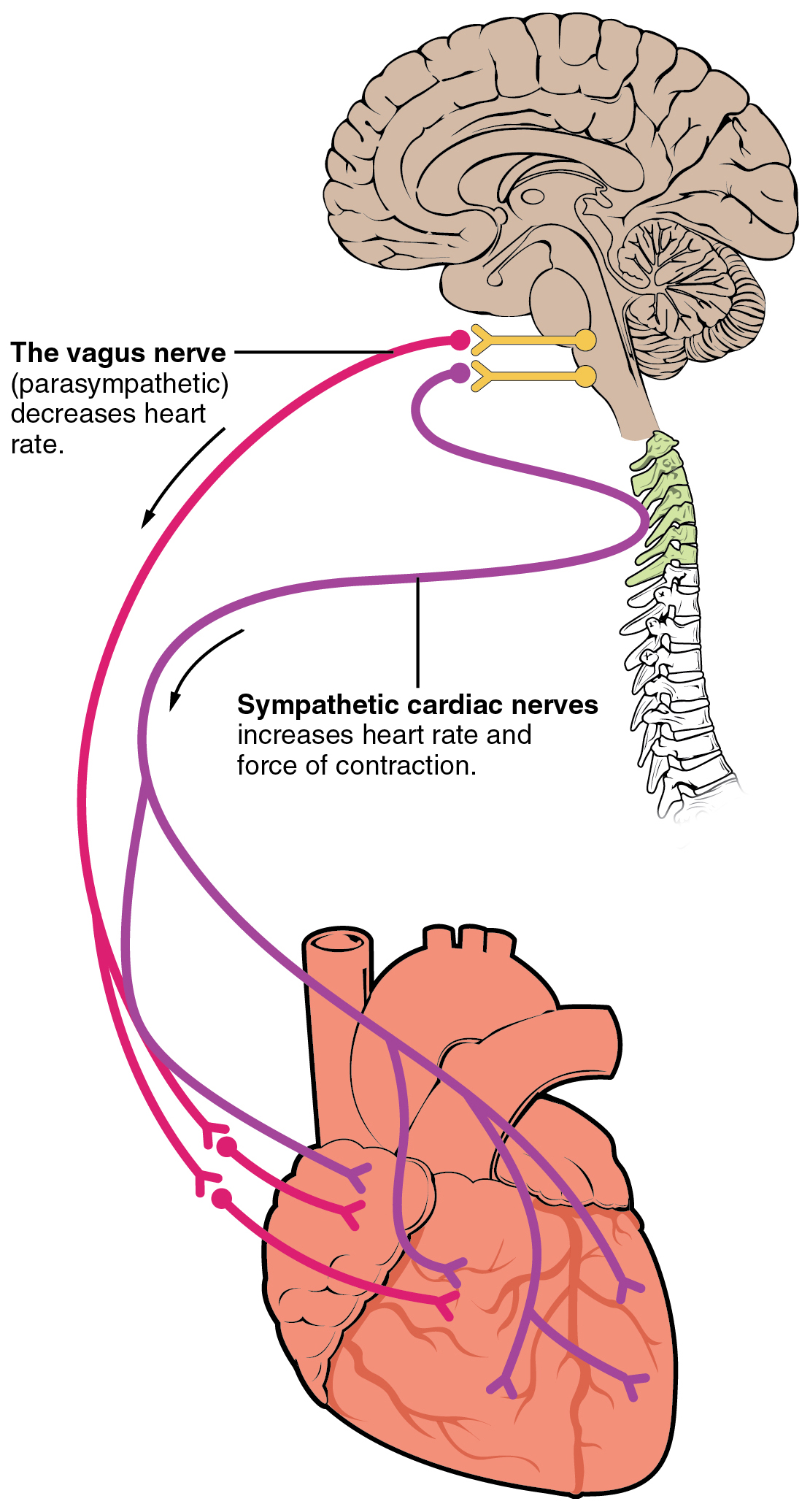
التعصيب الذاتي للقلب.

يتلقى القلب إشاراتٍ عصبية من العصب المبهم ومن الأعصاب المنبثقة من الجذع الودِّي. تقوم هذه الأفعال بالتأثير وليس التحكم بمعدل ضربات القلب. تساهم الأعصاب الودِّية كذلك في التأثير بقوة انقباض القلب. تنبثق هذه الإشارات التي توصلها هذه الأعصاب من مركزين قلبيين في البصلة السيسائية أو النخاع المستطيل ينقل العصب المبهم إشارات الجهاز العصبي المستقل نظير الودي ويقوم بخفض معدّل ضربات القلب، بينما تقوم أعصاب الجذع الودِّي بزيادة هذا المعدل. تشكّل هذه الأعصاب شبكة من الأعصاب تتوضع فوق القلب تدعى الضفيرة القلبية.
العصب المبهم هو عصبٌ طويل ينبثق من جذع الدماغ ويقدّم تعصيباً نظير ودي لعدد كبير من الأعضاء في الصدر والبطن، بما في ذلك القلب. بينما تنبثق الأعصاب الودية للقلب من الجذع الودي من العقد الصدرية من الأولى إلى الرابعة ومن ثم تهاجر إلى العقدتين الجيبية الأذينية والأذينية البطينية كما تعصب الأذينين والبطينين. تُعصّب البطينات بالتعصيب الودّي بشكل أكبر من تعضيبها نظير الودي. يؤدي التنبيه الودي إلى إطلاق الناقل العصبي وهو النورإبينفرين (يُدعى أيضاً بالنورأدرينالين) عند الوصل العصبي العضلي للأعصاب القلبية، مما يؤدي إلى تخفيض فترة إعادة الاستقطاب، ومن ثم تسريع معدّل إزالة الاستقطاب والتقلّص، وهذا بالمجمل يؤدي إلى ازدياد معدّل ضربات القلب. يفتح هذا التنبيه قنوات كيميائية أومرتبطة ببوابات لأيونات الكالسيوم والصوديوم، مما يسمح بتدفّق الأيونات المشحونة إيجابياً. يرتبط النورإبنينفرين بمستقبلات بيتا 1.

## التطور

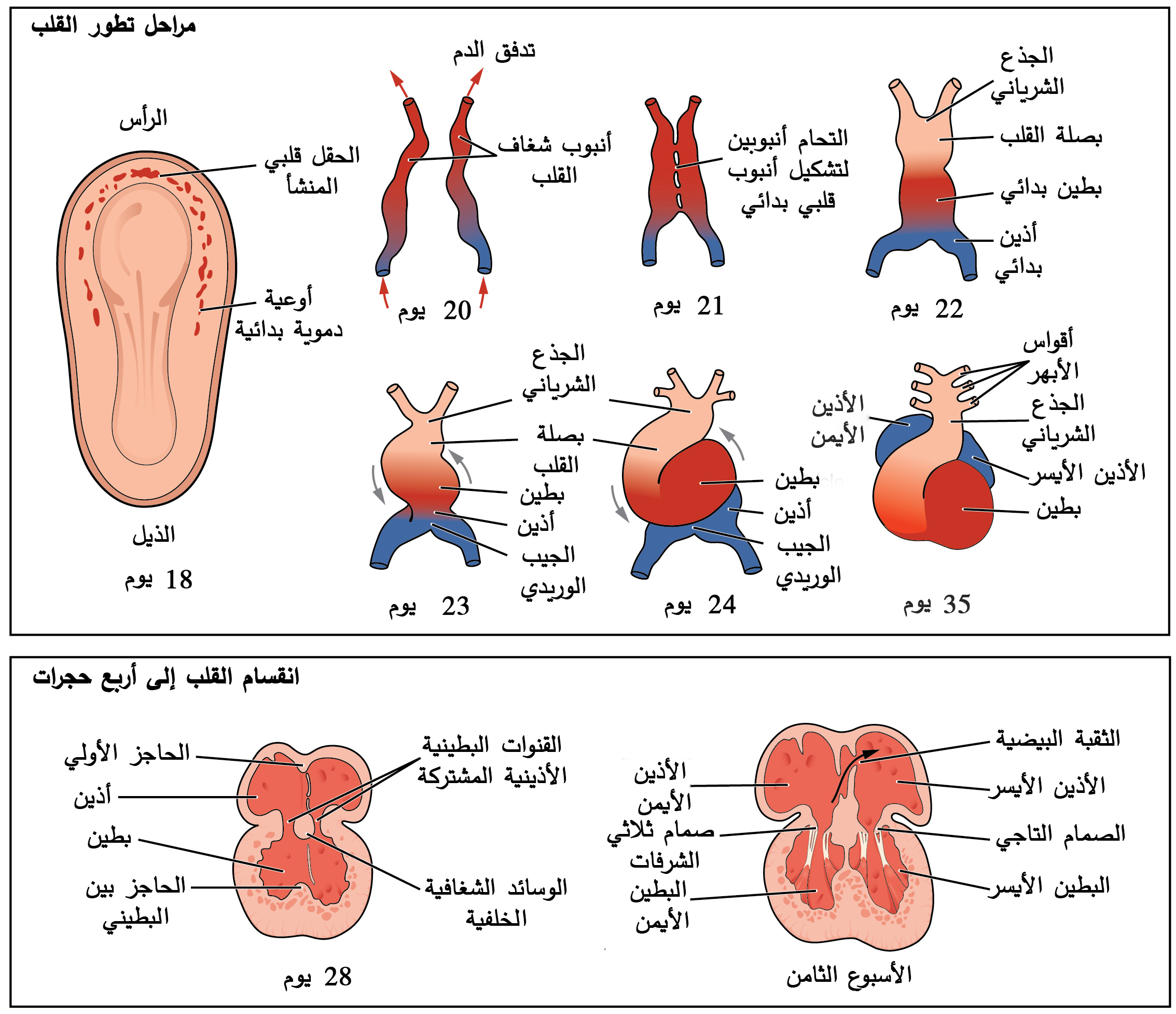
تطوّر القلب عند الإنسان خلال الأسابيع الثمانية الأولى للحمل (في الأعلى) وتشكّل حجرات القلب(في الأسفل). في هذا الشكل، الألوان الأ.رق والأحمر تمثّل تدفق الدم إلى داخل وخارج القلب (وليس الدم الشرياني أوالوريدي). بدايةً، كل الدم الوريدي يتدفّق من الأذينين/الذيل إلى البطينين/الرأس، وهونموذج مختلف جداً عن نموذج القلب البالغ.

القلب هو أوّل عضو وظيفي يتطور ويبدأ بالضرب وضخّ الدم في الأسبوع الثالث للتطوّر الجنيني. يعتبر هذه البداية المبكّرة عاملاً حاسماً في التطوّر الجنين وقبل الولادي.
يُشتقّ القلب من اللحمة المتوسطة الحشوية في الصفيحة العصبية التي تشكّل المنطقة التي ستعطي القلب فيما بعد.

## الفيزيولوجيا

### تدفّق الدم

تدفّق الدم عبر الصمّامات.

تتمثّل وظيفة القلب في كونه مضخّة دموية لجهاز الدوران تقدّم تدفقاً دموياً مستمراً لكامل الجسم. هذا الدوران يتكوّن من دوران جهازي من وإلى الجسيم ودوران رئوي من وإلى الرئتين. يجري الدم تبادلاً غازياً في الدوران الرئوي حيث يتخلى عن ثنائي أوكسيد الكربون ويقبط الأوكسجين بدلاً منه في عملية تُعرف باسم التنفّس. يُنقل الدم بعد ذلك إلى القلب ومنه إلى الجسم عبر الدوران الجهازي حيث يُعطى الأوكسيجن لأنسجة الجسم ويُحمّل الدم بثنائي أوكسيد الكربون، ويُعاد هذا الدم غير المؤكسج إلى القلب مرة أخرى من أجل ضخّه إلى الرئتين لتكرير العملية ذاتها.
يجمع القلب الأيمن الدم غير المؤكسج من وريدين رئيسيين كبيرين هما الوريد الأجوف العلوي والوريد الأجوف السفلي، حيث يُجمع الدم في الأذينين بشكل مستمر. ينزح الأجوف العلوي الدم من كل ما هو فوق الحجاب الحاجز ويصب في الجزء الخلفي العلوي من الأذين الأيمن، أما الأجوف السفلي فينزح الدم من ما كل ما يوجد تحت الحجاب الحاجز ويصب في الجزء الخلفي من الأذين الأيمن تحت مصب الأجوف العلوي. يقع مصب الجيب التاجي فوق وأنسي مصب الأجوف السفلي تماماً. بالإضافة إلى أن الجيب التاجي ينزح الدم غير المؤكسج من العضلة القلبية إلى الأذين الأيمن. يُجمع الدم كما ذُكر سابقاً في الأذين الأيمن، وعندما يتقلص الأذين الأيمن يُضخّ الدم عبر الصمام ثلاثي الشرف إلى البطين الأيمن، وعندما يتقلص البطين الأيمن، ينغلق الصمام ثلاثي الشُرَف ويُضخُّ الدم إلى الجذع الرئوي عبر الصمام الرئوي. ينقسم الجذع الرئوي إلى شريانين رئويين، وتنقسم هذا الشرايين بدورها إلى شرايين أصغر باستمرار في الرئتين، حتى يصل التفرّع إلى الشعيرات الدموية. تمر هذه الشعيرات بالقرب من الأسناخ الرئوية حيث يحدث التبادل الغازي.
في القلب الأيسر يعود الدم إلى الأذين الأيسر عبر الأوردة الرئوية، ومن ثمّ يُضخّ إلى البطين الأيسر عبر الصمّام التاجي، ومن ثمّ عبر الصمّام الأبهري إلى الدوران الجهازي. الشريان الأبهر هو شريان كبير الحجم يتفرّع إلى شرايين أصغر، ومن ثمّ شرينات، وأخيراً شعيرات دموية. في الشعيرات الدموية، تأخذ خلايا الجسم الأوكسجين والمغذيات من الدم من أجل عملية الاستقلاب، وتطرح ثنائي أوكسيد الكربون ومخلفات الاستقلاب. ويصبح الدم الشعيري بموجب هذا غير مؤكسج وينتقل عبر الوريدات والأوردة التي تصبّ في الوريدين الأجوفين العلوي والسفلي في الجانب الأيمن من القلب.

#### الدورة القلبية

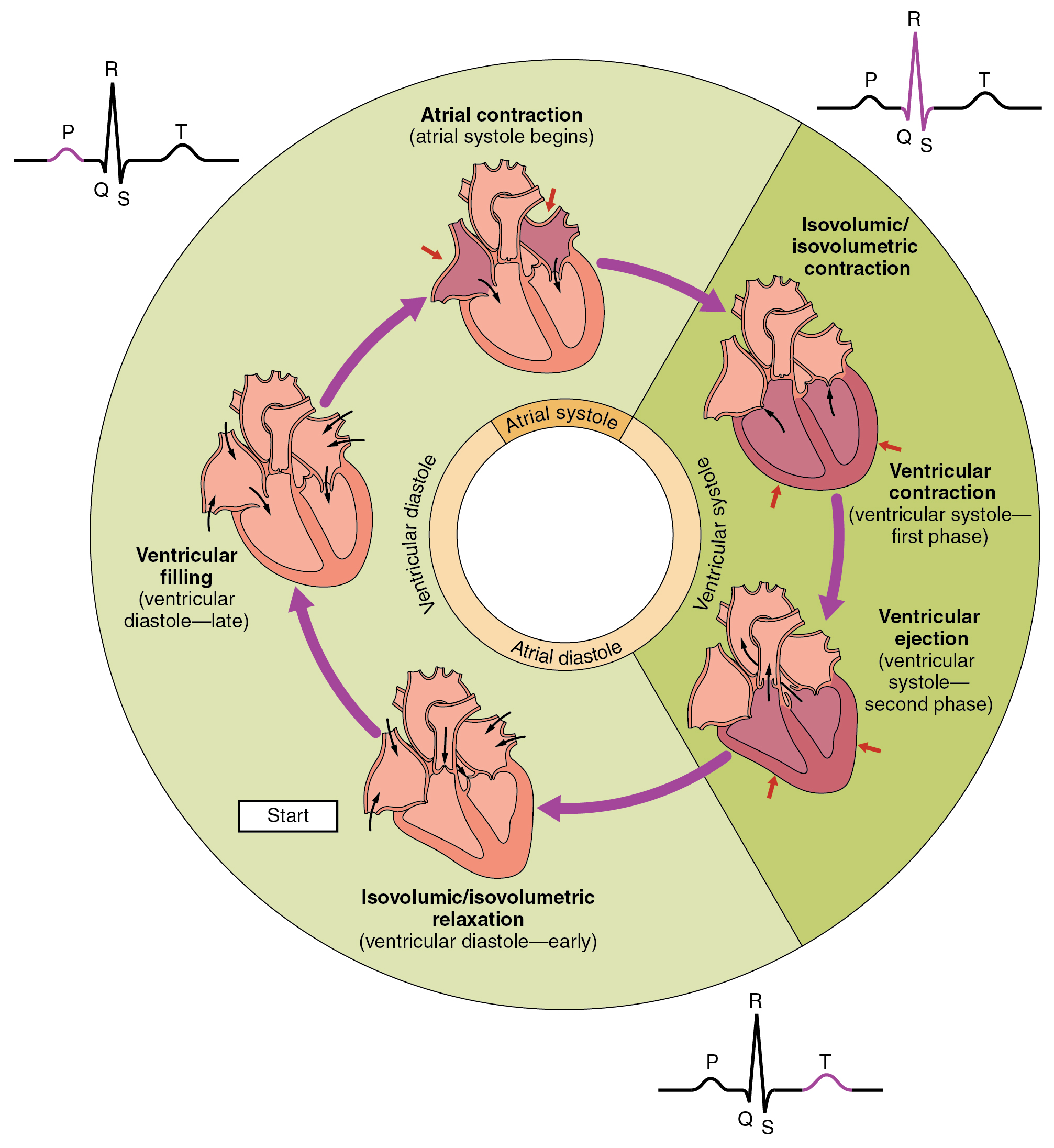
الدورة القلبية مرتبطة بمراحل تخطيط القلب الكهربائي.

يشير مصطلح الدورة القلبية إلى ضربة قلبية كاملة تتضمن انقباض وانبساط والتوقف. تبدأ الدورة بتقلّص الأذينين وتنتهي باسترخاء البطينين. يشير مصطلح الانقباض إلى تقلُّص البطينين. أمَّا مصطلح الانبساط فيشير إلى استرخاء البطينين وامتلاءهما بالدم. يعمل الأذينان والبطينان بانسجام واضح، حيث أنه عند الانقباض حيث يتقلّص البطينان، يسترخي الأذينان ويمتلئان بالدم. أما في الانبساط حيث يسترخي البطينان يتقلَّص الأذينان ليضخّا الدم إلى البطينين. يضمن هذا التناسق ضخّ الدم بفعالية إلى مختلف أنحاء الجسم.
في بداية دورة القلب، في أول الانبساط يكون الأذينان والبطينان مسترخيان، وعندما يتحرك الدم من المناطق ذات الضغط المرتفع إلى المناطق ذات الضغط المنخفض، حيث تكون حجرات القلب جميعها مسترخية سيتدفّق الدم باتجاه الأذينين (عبر الجيب التاجي والأوردة الرئوية). وعندما يبدأ الأذينان بالامتلاء، سيرتفع الضغط داخلهما فيبدأ عندها تحرُّك الدم من الأذينين باتجاه البطينين. وفي أواخر مرحلة الانبساط يتقلَّصُ الأذينان ليضخَّا المزيد من الدم إلى البطينين. هذا يؤدي إلى ارتفاع الضغط داخل البطينين حتى حدّ معين يبدأ عنده طور الانقباض ويتقلَّصُ البطينان ليضخّا الدم نحو الجذع الرئوي (البطين الأيمن) والشريان الأبهر (البطين الأيسر).
عندما يكون الصمّامان الأذينيان البطينيان (التاجي وثلاثي الشُرف) مفتوحان خلال تدفُّق الدم إلى البطينين، يكون الصمّامان الرئوي والأبهري مغلقان لمنع عودة الدم من البطينين باتجاه الأذينين. وعندما يصبح الضغط البطيني أكبر من الضغط الأذيني سينغلق الصمّامان التاجي وثلاثي الشُرف. عندما يتقلّصُ البطينان يجبر الضغط المرتفع الصمامين الرئوي والأبهري على الفتح، وعندما يسترخي البطينان، سينغلق الصمّامان كاستجابة لانخفاض الضغط.

#### نتاج القلب

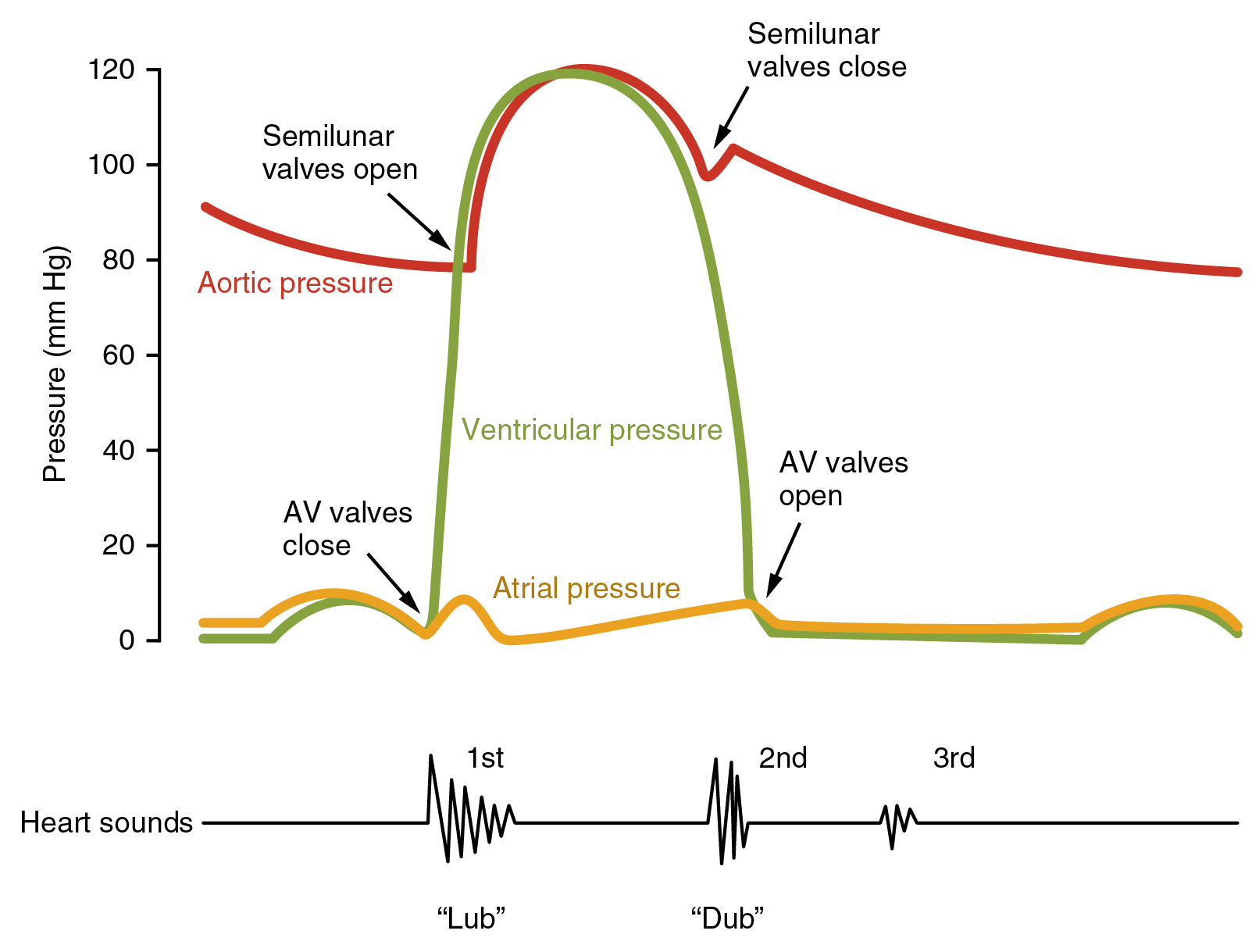
يمثل المحور X الوقت مع تسجيل صوت القلب، أ/ا المحور Y يمثّل الضغط.

نتاج القلب (CO) هو قياس كمية الدم التي يضخّها كل بطين (حجم الضربة) خلال دقيقة واحدة. يتم حساب نتاج القلب عبر ضرب حجم الضربة (SV) بعدد الضربات في الدقيقة أي معدّل ضربات القلب (HR). فيصبح عندها القانون CO = SV x HR. يتبع نتاج القلب لحجم الجسم تحديداً مساحة سطح الجسم ويدعى هذا بالمؤشر القلبي.
متوسط نتاج القلب الطبيعي حوالي 5.25 لتر في الدقيقة، بمتوسط حجم ضربة قلبية يبلغ 70 ميلي لتر في الدقيقة، يتراوح المعدل الطبيعي بين 4 إلى 8 لترات في الدقيقة. يُقاس حجم الضربة القلبية عادةً باستخدام تخطيط القلب بالصدى ويمكن أن يتأثر بعدة عوامل كحجم القلب والحالة البدنية والعقلية للفرد والجنس والتقلُّص ومدة التقلُّص والتحميل المسبق واللاحق.
يشير مصطلح التحميل المسبق إلى ضغط امتلاء الأذينين عند نهاية طور الانبساط، عندما تمتلأ لأقصى حدها. هناك عامل رئيسي أيضاً وهو زمن امتلاء البطينين- فعندما يقلَّص البطينان بشكل أسرع، فإن هناك زمناً أقل ليمتلئ وسيصبح التحميل المسبق أقل. يمكن أن يتأثر التحميل المسبق بحجم الدم عند الشخص. تتناسب قوة كل انقباض في القلب مع التحميل المسبق، ويُفسَّر ذلك عبر آلية فرانك-ستارلينغ، وهي تشير إلى أن قوة تقلُّص تتناسب بشكل مباشر مع الطول البدئي للألياف العضلية، مما يعني أن البطينان سيتقلَّصان بقوة أكبر كلما تمدَّدا أكثر أثناء الامتلاء.
يتأثر التحميل اللاحق أو مقدار الضغط الذي يجب أن يولِّده القلب لإخراج الدم عند الانقباض، يتأثر بالمقاومة الوعائية. ويمكن أن يتأثر بتضيُّق صمّامات القلب أو انقباض أو استرخاء الأوعية الدموية المحيطية.
قوة تقلُّصات العضلة القلب تتحكّم بحجم الضربة، ويمكن لها أن تتأثر إيجابياً أو سلبياً بعوامل تُدعى الإينوتروبات. يمكن أن تكون هذه العوامل نتيجة تغيرات داخل الجسم أو تُعطى كأدوية كجزء من علاج اضطراب طبي أو كشكل من أشكال دعم الحياة تحديداً في وحدات العناية المركزة. تُدعى الإينوتروبات التي تزيد قوة الانقباض تدعى إينتروبات «إيجابية» وتتضمن عوامل ودّية كالأدرينالين والنورأدرينالين والدوبامين. بينما تُسمى تلك التي تقلل من قوة انقباض القلب بالإينوتروبات «السلبية» وتتضمن حاصرات قنوات الكالسيوم.

### التوصيل الكهربائي

انتقال كامن فعل قلبي عبر الجهاز الموصل للقلب.

تُدعى ضربة القلب النظمية الطبيعية بالنظم الجيبي، وتُطلق من العقدة الجيبية الأذينية من خلايا ناظمة الخطا، تُصنع في هذه العقدة إشارة كهربائية تسافر عبر القلب لتسبب تقلّص عضلة القلب.
تتواجد العقدة الجيبية الأذينية في الجزء العلوي من الأذين الأيمن قرب مصب الوريد الأجوف العلوي. تسافر هذه الإشارة الكهربائية عبر الأذين الأيمن من خلال طرق شعاعية غير مفهومة تماماً. ومن ثمّ تنتقل إلى الأذين الأيسر عبر حزمة باتشمان وتتقلّص عضلات الأذينين الأيمن والأيسر معاً. تنتقل الإشارة الكهربائية بعدها إلى العقدة الأذينية البطينية، الموجودة عند قاع الأذين الأيمن في الحاجز الأذيني البطيني-الحد الفاصل بين الأذين الأيمن والبطين الأيسر تحديداً، وهو جزء من الهيكل القلبي، النسيج داخل القلب الذي لا تستطيع الإشارات الكهربائية أن تمر عبره، ويجبر هذا الإشارات الكهربائية على المرور عبر العقدة الأذينية البطينية حصراً. تنتقل بعدها الإشارة الكهربائية عبر حزمة هيس من الفروع اليسرى إلى الفروع اليمنى للحزمة إلى بطينات القلب. في البطينات تُحمل هذه الإشارة بواسطة ألياف خاصة تُدعى ألياف بوركنجي التي تنقلها إلى عضلية القلب.

الجهاز الموصل في القلب.

### معدل ضربات القلب

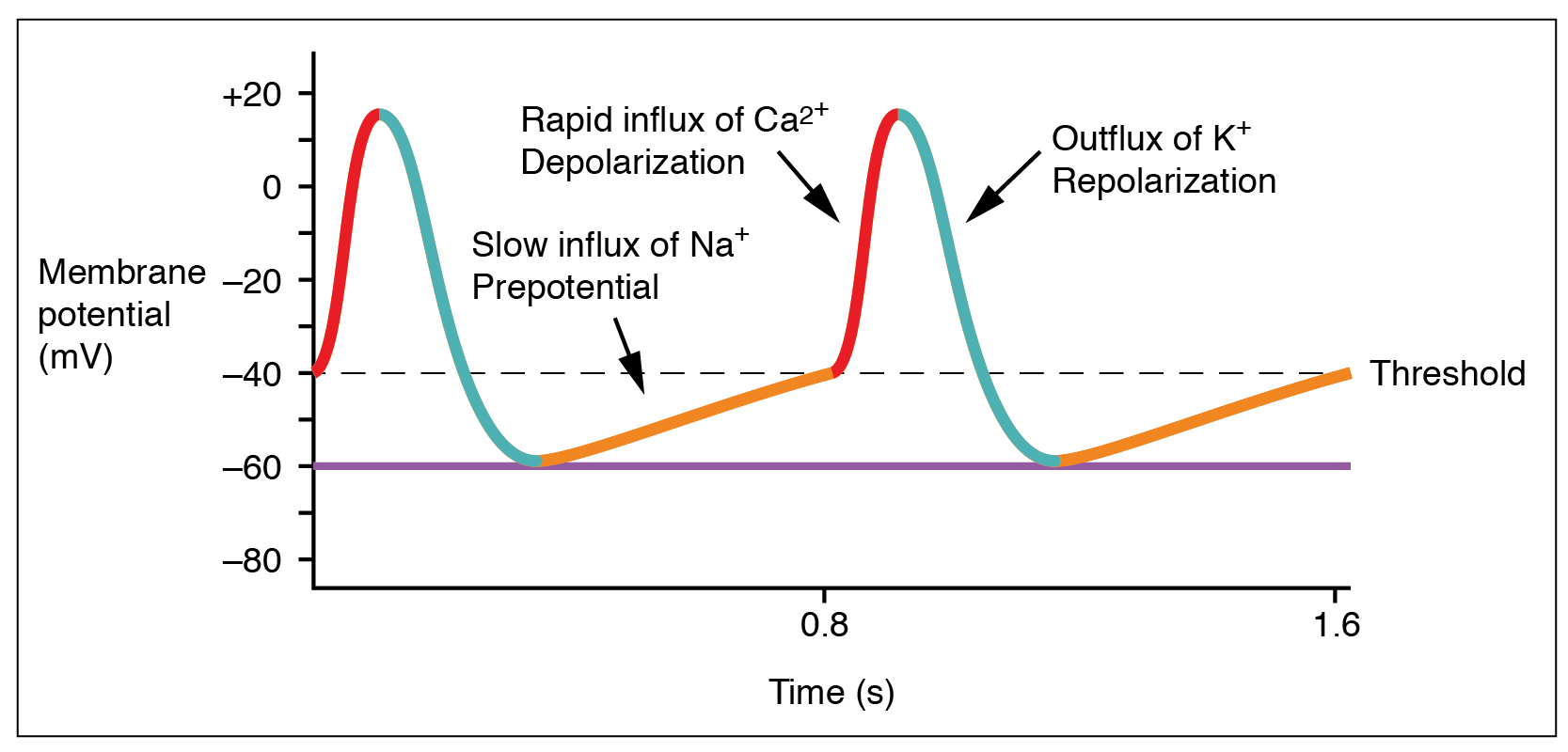
الجزء قبل الكامن يأخذ هذا الشكل بسبب التدفق البطيء لشوارد الصوديوم حتى تصل إلى العتبة فيحدث زوال استقطاب ثم عودة استقطاب سريعين، حيث يعلل الجزء قبل الكامن وصول الغشاء إلى العتبة وإطلاق زوال الاستقطاب العفوي وتقلُّص الخلايا، أي لا يوجد كمون راحة.

يُدعى معدّل ضربات القلب الطبيعي في حالة الراحة بالنظم القلبي، وهو يُصنع في العقدة الجيبية الأذينية، وهي مجموعة من الخلايا ناظمة الخطا الموجودة في جدار الأذين الأيمن. تقوم الخلايا في العقدة الجيبية الأذينية بهذا عبر صنع كامن فعل، ويتم ذلك عبر حركة خاصة لشوارد منحلة معينة إلى داخل وخارج هذه الخلايا. ينتشر بعدها كامن الفعل إلى الخلايا المجاورة.
عندما تستريح خلايا العقدة الجيبية الأذينية يكون لها شحنة سلبية على أغشيتها، إلا أن تدفّقاً سريعاً لأيونات الصوديوم سيؤدي لشحن الغشاء بشحنة موجبة، تُدعى هذه الظاهرة بزوال الاستقطاب وتحدث بشكل عفوي. وعندما تصبح الخلايا مشحونة بشكل كبير تنغلق قنوات الصوديوم وتبدأ شوارد الكالسيوم بالدخول إلى الخلية وبعدها بوقت قصير تبدأ شوارد البوتاسيوم مغادرة الخلية. تنتقل جميع هذه الشوارد عبر قنوات شاردية في غشاء خلايا العقدة الجيبية الأذينية. تبدأ حركة شوارد البوتاسيوم والكالسيوم عندما تصبح الخلية مشحونة بشكل كبير، وتدعى قنوات الكالسيوم ببوابات الفولطاج، بعد بدأ حركة الكالسيوم بقليل تنغلق قنوات الكالسيوم وتنفتح قنوات البوتاسيوم لتسمح للبوتاسيوم بترك الخلية. يؤدي هذا إلى امتلاك الخلية لشحنة سلبية أثناء الراحة، وتُدعى هذه العملية بإعادة الاستقطاب. وعندما يصل كامن الغشاء إلى -60 ميللي فولط تقريباً، تنغلق قنوات البوتاسيوم وتبدأ العملية مرة أخرى من جديد.
تتحرك الشوارد من المناطق التي يكون فيها تركيزها مرتفع إلى حيث يكون تركيزها منخفض أو تكون غير موجودة. لهذا السبب تتحرك شوارد الصوديوم من خارج الخلية إلى داخلها، بينما يتحرك البوتاسيوم من داخل الخلية إلى خارجها. يلعب الكالسيوم كذلك دوراً حاسماً، حيث أن تدفّقه البطيء من خلال قنواته يعني أن خلايا العقدة الجيبية الأذينية ستيطل طور «الهضبة» عندما تكون مشحونة إيجابياً، ويُسمى جزءٌ من هذا بفترة الجموح. تتحد شوارد الكالسيوم كذلك مع البروتين المنظم التروبين سي C في معقد التروبين لتمكّن الخلايا العضلية من التقلُّص وتنفصل عن البروتين لتسمح لها بالاسترخاء.
يتراوح معدل ضربات قلب البالغ من 60 إلى 100 ضربة في الدقيقة. معدل ضربات القلب في حالة الراحة لحديث الولادة يمكن أن يصل إلى 129 ضربة في الدقيقة وينخفض هذا الرقم تدريجياً حتى النضج. يمكن لمعدل ضربات القلب عند الرياضي أن يصل إلى 60 ضربة في الدقيقة، ولكن خلال التمارين قد يصل إلى 150 ضربة في الدقيقة مع حد أعظمي قد يصل إلى 200 أو 220 ضربة في الدقيقة.

### التأثيرات
النظم الجيبي الطبيعي للقلب الذي يعطي معدل ضربات قلب في حالة الراحة يتأثر بعدة عوامل. المراكز القلبية الوعائية في الجذع الدماغ هي التي تتحكم في التأثيرات الودية ونظيرة الودية على القلب عبر العصب المبهم والجذع الودي. تتلقى هذه المراكز مدخلات من مستقبلات عديدة تتضمن مستقبلات الضغط التي تتحسس لتمدد الأوعية الدموية، والمستقبلات الكيميائية التي تتحسس لكمية الأوكسجين وثنائي أوكسيد الكربون في الدم ودرجة حموضة الدم. تساعد هذه المراكز عبر عدد من المنعكسات في تنظيم تدفّق الدم والحفاظ عليه.
مستقبلات الضغط هي مستقبلات حساسة للتمدد موجودة في الجيوب الأبهرية والأجسام السباتية وفي الأوردة الجوفاء وفي مواقع أخرى منها الأوعية الرئوية والجانب الأيمن من القلب. تتنبه مستقبلات الضغط بمقدار تمددها، والذي يتأثر بضغط الدم ومقدار النشاط البدني والتوزع النسبي للدم. في حالة ارتفاع الضغط والتمدد، يزداد معدل النبضات التي ترسلها مستقبلات الضغط، ومن ثم تقلل المراكز القلبية الوعائية من التنبيه الودي وتزيد التنبيه نظير الودي. بينم في حالة انخفاض الضغط، ينقص معدل نبضات مستقبلات الضغط وتقوم المراكز القلبية الوعائية بزيادة التنبيه الودي وإنقاص التنبيه نظير الودي. هناك منعكس مشابه يُدعى بالمنعكس الأذيني أو منعكس بينبريدج يترافق مع معدلات تدفق دم متنوع إلى الأذينين. العود الوريدي الزائد يمدد جدران الأذينين حيث يوجد مستقبلات ضغط متخصصة. على أي حال، فعندما تزيد مستقبلات الضغط من معدّل نبضاتها بسبب تمددها نتيجة ارتفاع الضغط، يستجيب المركز القلبي بزيادة التنبيه الودي وتثبيط التنبيه نظير الودي لزيادة معدّل ضربات القلب. وكذلك العكس صحيح. توجد المستقبلات الكيميائية في الجسم السباتي أو قرب الأبهر في الجسم الأبهري، وهي تستجيب لمستويات الأوكسجين وثنائي أوكسيد الكربون في الدم. حيث يحفّز انخفاض الأوكسجين أو ارتفاع ثنائي أوكسيد الكربون إطلاق هذه المستقبلات.
تؤثر التمارين الرياضية ومستوى اللياقة والعمر ودرجة حرارة الجسم ومعدّل الاستقلاب الأرضي وحتى الحالة العاطفية للشخص على معدّل ضربات القلب. تزيد كذلك المستويات المرتفعة من هرمونات الإبينفرين والنورإبينفرين وهرمونات الدرقية من معدّل ضربات القلب. تؤثر كذلك مستويات الشوارد بما فيها الكالسيوم والبوتاسيوم والصوديوم على سرعة وانتظام معدل ضربات القلب، كذلك فإن انخفاض الأوكسجين والضغط والتجفاف قد يزيد من معدل ضربات القلب.

### أصوات القلب

تصوير ثلاثي الأبعاد بالصدى يظهر الصمام التاجي (يمين) وثلاثي الشرف والتاجي (اليسار في الأعلى) والأبهري (يسار في الأسفل). يؤدي انغلاق صمامات القلب إلى حدوث الأصوات القلبية.

أحد أبسط طرق تقييم حالة القلب هي الإنصات إليه باستخدام سماعة طبية. عادةً يُسمع في حالة القلب السليم صوتان فقط ويدعيان إس1 ٍS1 وإس2 S2. الصوت الأول S1 ناتج عن انغلاق الصمامات الأذينية البطينية خلال تقلُّص البطينين ويوصف عادةً بصوت «لب». أما الصوت الثاني S2 هو صوت انغلاق الصمامات الهلالية خلال انبساط البطينين ويُوصف عادةً بـ«دب». يتألف كل صوت من كطونين، وهذا يعكس الفرق البسيط في وقت انغلاق الصمامين. قد ينقسم S2 إلى صوتين يمكن تمييزهما، إما نتيجةً الشهيق أو بسبب مشاكل قلبية أو صمامية مختلفة. أصوات القلب الإضافية يمكن أن تظهر وتعطي إيقاعات الفرس. صوت القلب الثالث S3 عادةً يشير إلى زيادرة في حجم الدم البطيني. أما صوت القلب الرابع S4 فيشير إلى الخبب الأذيني ينتج بسبب ارتطام الدم في البطين المتيبس. وجود صوتي القلب الثالث والرابع بعطي خبب رباعي.
النفخة القلبية هي أصوات قلبية شاذة يمكن أو تكون مرضية أو حميدة. أحد أمثلة النفخة القلبية هو نفخة ستيل والتي تظهر صوتاً موسيقياً في الأطفال، ليس لها أي أعراض وتختفي في المراهقة.
نوع آخر من الأصوات يمكن سماعها وهي صوت احتكاك التامور، تُسمع في حالات التهاب التامور حيث يمكن للأغشية الملتهبة أن تحتك ببعضها فيظهر الصوت.

## الأهمية السريرية

### الأمراض
تُصنف أمراض القلب ضمن الأمراض القلبية الوعائية، وهي أشيع أسبب الوفاة في العالم. غالبية أمراض القلب والأوعية الدموية أمراض غير سارية وترتبط بنمط الحياة وعوامل أخرى، وتصبح أكثر شيوعاً مع التقدّم بالعمر. تعتبر أمراض القلب سبباً رئيسياً للوفاة، وقد سبَّبت 30% من حالات الوفاة عام 2008 عالمياً. يتراوح هذا المعدّل بين 28 إلى 40 بالمئة في الدول عالية الدخل. يمثّل اختصاص أمراض القلب حقلاً مهمَّاً في المعالجة الطبية، إلا أن أطباء اختصاصات أخرى عديدة الأخرى يشاركون في علاج أمراض القلب، بما في ذلك اختصاصات الممارس العام وجراح الصدرية القلبية، حتى ممارسين من خارج الحقل الطبي كأخصائيي التغذية والمعالجين الفيزيائيين.
نقص التروية القلبية
مرض الشريان التاجي، يُعرف كذلك باسم مرض نقص تروية القلب، سببه تصلُّب شرايين-تراكم لويحة على طول الجدران الداخلية للشرايين، مما يؤدي لتضيُّقها، وبالتالي يقلُّ تدفُّق الدم إلى القلب. قد تسبب اللويحة المستقرة ألم صدريّ (ذبحة) أو ضيق تنفُّس خلال التمارين أو أثناء الراحة، وقد لا تُسبِّب أعراضاً على الإطلاق. قد تُسبب اللويحة المتمزقة إحصاراً في وعاءٍ دموي وقد تؤدي إلى احتشاء في عضلة القلب، تُسبِّب ذبحةً غير مستقرة أو نوبة قلبية. في أسوأ الأحوال قد تحدث سكتة قلبية-فقدان مفاجئ وتام لنتاج القلب. يمكن لعوامل السمنة وارتفاع الضغط الدموي والسكري غير المضبوط والتدخين وارتفاع الكوليسترول أن تزيد من خطر الإصابة بتصلب الشرايين ومرض الشريان التاجي.
فشل القلب
يحدث فشل القلب عندما لا يستطيع القلب أن يدفع بما يكفي من الدم ليلبي احتياجات الجسم. يظهر الفشل القلبي كحالة مزمنة، مرتبطاً بالعمر، ويزداد تدريجيَّاً. يمكن أن يفشل أحد جانبي القلب دون الآخر، مما يؤدي إلى قصور في القلب الأيمن أو الأيسر. يمكن أن يؤدي فشل القلب الأيسر إلى فشل في القلب الأيمن عبر زيادة الضغط على القلب الأيمن. إذا أصبح القلب غير قادر على ضخّ الدم بشكل كافٍ، يمكن أن يتراكم الدم في أنحاء الجسم، مما يؤدي إلى ضيقٍ في التنفس في الرئتين (احتقان رئوي، وذمة رئوية)، وتورم (وذمة) في القدمين أو في مناطق أخرى بحسب تأثير الجاذبية، وانخفاض القدرة على التحمُّل في التمارين، أوقد تُسبب إشارات سريرية أخرى كتَضخُّم الكبد والنفخات القلبية أو ارتفاع في الضغط الوريد الوداجي. تتضمن الأسباب الشائعة للفشل القلبي مرض الشريان التاجي، اضطرابات الصمَّامات وأمراض عضلة القلب.
اعتلال عضلة القلب
اعتلال عضلة القلب هو تدهور ملحوظ في قدرة عضلة القلب على التقلُّص، يمكن أن يؤدي هذا إلى فشل قلبيّ. لا تزال أسباب العديد من أنماط اعتلال عضلة القلب غير مفهومة تماماً، إلا أنه تم تحديد بعض الأسباب، وقد تضمنت الكحول والسموم والأمراض الجهازية والظروف الخلقية كحالة HOCM. تُوصف أنماط اعتلال العضلة القلبية تبعاً لكيفية تأثيرها في عضلة القلب. يمكن أن يسبب اعتلال عضلة القلب تضخُّماً في القلب (اعتلال عضلة قلبية تضخُّميّ)، أو تقييد في مسارات التدفُّق الدموي للقلب (اعتلال عضلة قلبية تضيُّقي)، أو أن يسبب توسُّعاً في القلب وتأثيراً في فعالية ضرباته (اعتلال عضلي قلبي توسُّعي). غالباً لا يتم تشخيص حالة HOCM ويمكن أن تسبب هذه الحالة موتاً مفاجئاً عند الرياضيين الشباب.
داء قلبي صمامي
النفخات القلبية هي أصوات قلبية شاذة يمكن أن ترتبط بأمراض أو أن تكون حميدة، ولها عدّة أنواع. هناك عادةً صوتان من أصوات القلب المسموعة، ويمكن أن تكون الأصوات الشاذة إضافية أو قد تكون نفخات مرتبطة بتدفّق الدم بين هذه الأصوات. تُصنَّف النفخات بحسب حجمها، بدءاً من 1 (الأكثر هدوءاً) حتى 6 (الأعلى صوتاً)، وتُقيَّم بعلاقتها بأصوات القلب ومراحل الدورة القلبية، وميّزات إضافية كانتقالها إلى أماكن أخرى، وتغيراتها بحسب وضعية الشخص، وتواتر الصوت على النحو الذي يحدده جانب السماعة الذي تُسمع بواسطته، بالإضافة إلى المكان الذي تُسمع بأعلى صوتٍ فيه. يمكن تسجيل هذه الأصوات في تخطيط القلب الصوتي، وعادةً ما يُطلب تخطيط القلب بالصدى لتشخيص النفخات. يمكن أن تنشأ النفخات بسبب أمراض القلب الصمّاميّة بسبب تضيّق أو قلس أي من صمامات القلب الرئيسية كتضيّق الصمام الأبهري، قلس الصمام التاجي أو هبوط الصمام التاجي. يمكن للنفخات أن تحدث كذلك بسبب عدد من الأمراض الأخرى كعيوب الحاجز الأذيني والبطيني. هناك سببان شائعان آخران للنفخات القلبية ومسببان للعدوى كذلك هما التهاب شغاف القلب المعدي والحمى الروماتيزمية، لاسيّما في البلدان النامية. ينطوي مرض التهاب شغاف القلب المعدي على استعمار صمّام قلبي، أما الحمى الروماتيزمية فتنطوي على عدوى بكتيرية أولية من المجموعة A العقدية تليها ردة فعل ضد أنسجة القلب التي تشبه المستضد العقدي.
اظطراب النظم القلبي
يمكن للشذوذات في النظم الجيبي الطبيعي أن تمنع القلب من ضخّ الدم بفعالية، وغالباً يمكن تحديدها عبر تخطيط القلب الكهربائي. يمكن لشذوذات نظمية القلب أن تُسبب نظم قلبي غير طبيعي ولكن منتظم، مثل ضربات القلب السريعة (Tachycardia)، المُصَنَّف على أنه ينشأ من فوق البطينين أو من البطينين) أو ضربات القلب البطيئة ( Bradycardia) أو يمكن أن تؤدي إلى ضربات قلب غير منتظم. يُمكن تعريف تسرّع ضربات القلب بأنه معدّل ضربات قلب أسرع من 100 ضربة في الدقيقة، أما بطء القلب فهو معدّل ضربات قلب أبطأ من 60 ضربة في الدقيقة. عدم الانقباض هو توقّف إيقاع القلب. يُصنّف الإيقاع القلبي المتنوع والعشوائي كتليُّف أذيني أو بطيني اعتماداً على منشأ النشاط الكهربائي في الأذينين أم في البطينين. يمكن أن يؤدي التوصيل غير الطبيعي إلى أمر تقلُّص للعضلة القلبية متأخر أو غير طبيعي، ويمكن أن يكون هذا نتيجةً لعملية مرضية كإحصار القلب أو خلقيّة متلازمة وولف-باركنسون-وايت.
أمراض الغشاء التاموري
قد تؤثر الأمراض على التامور المحيط بالقلب، فعندما يُصاب التامور بحالة التهابية تُدعى الحالة بالتهاب التامور، وقد ينجم التهاب التامور عن أسباب معدية (كالحمَّى الغديَّة، أوالفيروس المُضَخِّم للخلايا، أوالسلّ، أو حمى كيوQ)، أو بسبب أمراض جهازية كالأورام ومستويات حمض اليوريك المرتفعة، بالإضافة إلى أسباب أخرى. يؤثر التهاب التامور على قدرة القلب على ضخّ الدم بفعالية. حالة أخرى هي تجمُّع السائل داخل جوف التامور، تُدعى انصباب التامور، وعندما تؤدي هذه الحالة إلى فشل قلبي حاد تُدعى عندها بحالة اندحاس القلب أو دكاك القلب، وقد يكون السائل المحتبس دم من إصابة ناتجة عن صدمة أو سائل ناتج عن حالة انصباب. يمكن لهذه الحالة أن تضغط على القلب وأن تؤثر على وظيفته. يمكن إزالة السائل من الكيس التاموري عبر استخدام حقنة، يُدعى هذا الإجراء بزل التامور.
أمراض القلب الخلقية
يمكن أن يتأثر القلب بالأمراض الخلقية أيضاً. تتضمن هذه الأمراض فشلاً في انغلاق الفتحة البيضية، وتظهر هذه الحالة في 25% من الناس، وعيوب الحاجز الأذيني أو البطيني، وأمراض الصمّامات الخلقيّة (مثلاً تضيّق الصمام الأبهري الخلقي) أو أمراض ترتبط بالأوعية الدموية أو تدفّق الدم من القلب (القناة الشريانية المفتوحة أوالتقلُّص الأبهري). يُمكن أن تسبب هذه الحالات أعراضاً متنوعة بحسب العمر. إذا انتقل الدم غير المؤكسج بشكل مباشر من الجانب الأيمن إلى الجانب الأيسر، فيمكن ملاحظة الحالة عند الولادة لأنها ستؤدي إلى ازرقاق الطفل كما في رباعية فالوت. يمكن أن تؤثر مشاكل القلب على قدرة الطفل على النموّ. يمكن لبعض الأسباب أن تتصحَّح مع مرور الوقت وتُعتبر حينها حميدةً. يمكن أن يتم تحديد بعض الأسباب عن طريق الصدفة أثناء الفحص القلبي. يمكن تشخيص هذه الاضطرابات بتخطيط القلب بالصدى.

### التشخيص
يتم تشخيص أمراض القلب عبر أخذ التاريخ الطبي والفحص الطبي، وبعض الاستقصاءات الأبعد تشمل اختبارات الدم وتخطيط القلب بالصدى وتخطيط كهربائية القلب والصورة القلبية. يمكن أن يتم إجراء بعض الإجراءات الأخرى كقسطرة القلب.

#### الفحص
يتضمن الفحص القلبي المعاينة وهي تحسس الصدر عبر الجس باليدين والإنصات باستخدام السمّاعة القلبية. يشمل الفحص القلبي تقييم العلامات التي من الممكن أن تكون مرئية على يدي الشخص أو المفاصل أو مناطق أخرى. ينبغي قياس نبض الشخص، ويتم ذلك غالباً عبر الشريان الكعبري قرب المعصم، لتقييم إيقاع (النظم) وقوة النبض. يجب قياس ضغط الدم أيضاً، باستخدام مقياس ضغط دموي أو آلي، وكذلك ملاحظة فيما إذا ارتفع النبض الوريدي الوداجي. كذلك ينبغي تحسّس الصدر لملاحظة أي اهتزازات تنتقل من القلب، ومن ثم الإنصات عبر السماعة الطبية. للقلب في الحالة الطبيعية صوتان مسموعان فقط، وأي أصوات إضافية أو نفخات قلبية يمكن أن تُسمّع تشير إلى اضطراب. يمكن إجراء اختبارات إضافية لتقييم نفخات القلب إذا كانت موجودة، كما يمكن تقييم العلامات الطرفية لأمراض القلب كتورُّم القدمين أو السوائل في الرئتين.

#### اختبارات الدم
تلعب اختبارات الدم دوراً هاماً في تشخيص وعلاج حالات قلبية وعائية عديدة.
يمثّل التروبين واسماً حيوياً للقلب حسّاساً للغاية في حالة ضعف الإمداد الدموي للقلب، حيث يُطلق بعد 4 إلى 6 ساعات من الإصابة وعادةً ما يصل إلى الذروة خلال 12 إلى 24 ساعة. يُجرى عادةً اختباران للتروبين-الأول عند العرض الأولي، والثاني في خلال 3 إلى 6 ساعات، وتُشخَّص الحالة بناءً على الارتفاع الملحوظ في تركيز التروبونين. يمكن كذلك استخدام اختبار ببتيد النيترويوتريك الدماغي BNP لتقييم وجود فشل قلبي، حيث يرتفع عند وجود ضغط على البطين الأيسر. تُعتبر هذه الاختبارات مؤشرات حيوية لأنها عالية النوعية للأمراض القلبية. يقدّم كذلك اختبار الكرياتين كيناز من الشكل MB معلومات عن إمدادات القلب الدموية، ولكن استخدامه أقل لأنه أقل نوعية وحساسية.
غالباً يتم القيام باختبارات دموية أخرى للمساعدة في فهم الحالة العامة وعوامل الخطورة التي قد تساهم في أمراض القلب. تتضمن هذه الاختبارات غالباً العد الدموي الشامل للتحقّق من فقر الدم، واختبار اللوحة الاستقلابية الأساسية التي قد تكشف عن أي اضطرابات في الشوارد. أيضاً يُطلب اختبار التخثّر لضمان إعطاء المستوى المناسب لمضادات التخثُّر. ويتم طلب اختبار شحوم صيامية وسكر صيامي في الدم (أو اختبار مستوى HbA1c) وذلك لتقدير كوليسترول الدم وحالة السكري على التوالي.

#### تخطيط كهربائية القلب

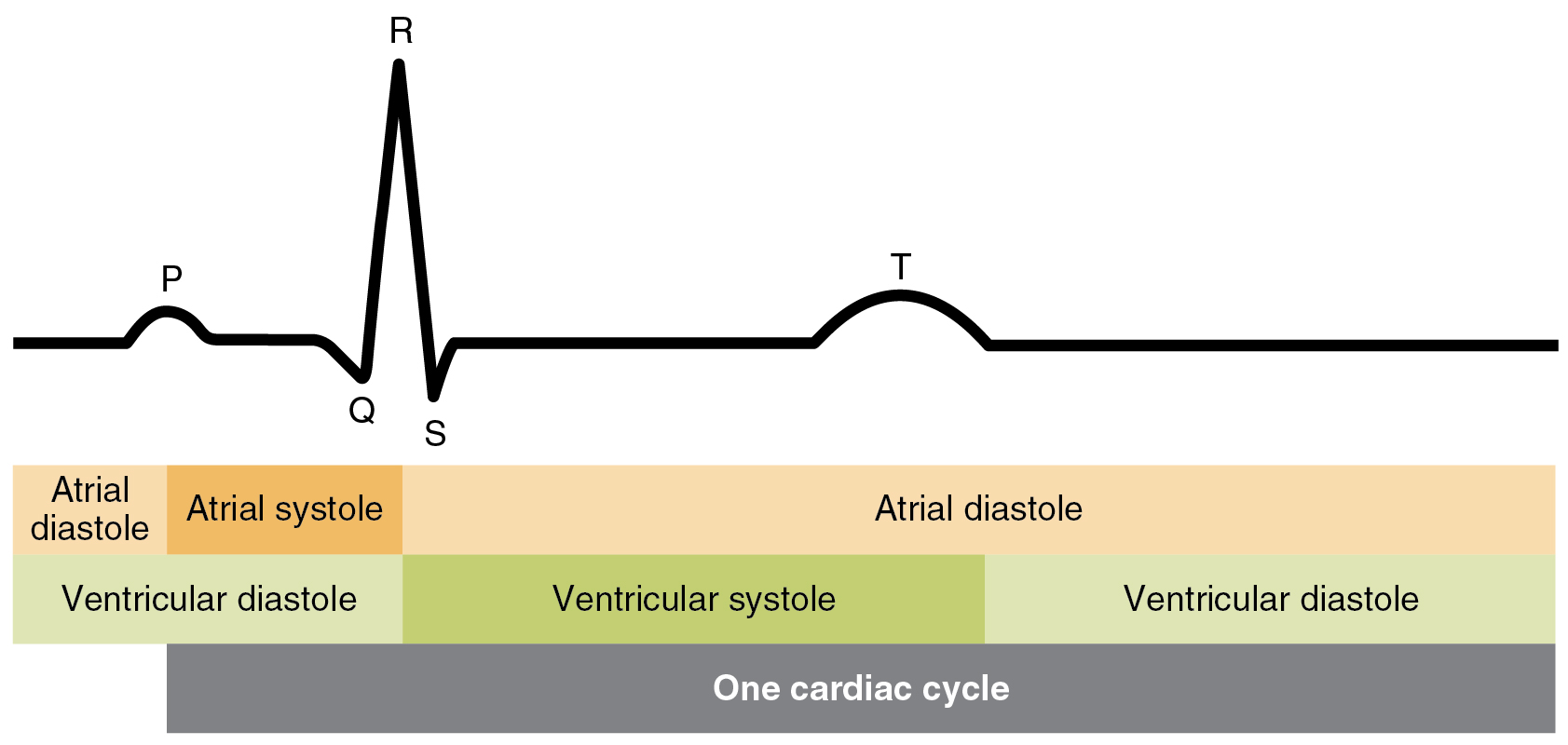
الدورة القلبية كما تزهر في مخطط كهربائية القلب.

يمكن تسجيل النشاط الكهربائي للقلب باستخدام أقطاب سطحية على سطح الجسم. يُدعى تتبع الإشارات الكهربائية هذا بتخطيط كهربائية القلب اختصاراً ECG أوEKG. يُجرى تخطيط القلب الكهربائي على السرير ويشمل وضع عشرة أقطاب على الجسم، وهذا ينتج «12 قطباً» يظهر في مخطط القلب الكهربائي (ثلاثة أقطاب إضافية يتم احتسابها رياضيَّا، وواحد هو الأرض).
هناك خمسة ملامح بارزة في مخطط القلب الكهربائي: الموجبة P (زوال الاستقطاب الأذيني)، ومعقّد QRS (زوال الاستقطاب البطين). زوال استقطاب البطينين يحدث في الوقت ذاته، إلا أنه لا يُمكن أن يظهر بشكلٍ كافٍ على المخطط.)، والموجة T (إعادة استقطاب البطينين). عندما تتقلَّص خلايا القلب فإنها تخلق تيَّاراً ينتقل عبر القلب. الانحراف نحو الأسفل في المخطط يعني أن الخلايا تصبح ذات شحنة أكثر إيجابية («زوال استقطاب») في اتجاه ذلك القطب، في حين أن الانحراف نحو الأعلى يعني أن الخلايا أصبحت ذات شحنة أكثر إيجابية («عودة استقطاب») في اتجاه ذلك القطب، ويعتمد هذا على وضع القطب، لذلك إذا تحركت موجة زوال استقطاب من اليسار إلى اليمين فسيظهر في القطب الموجود على اليسار انحرافاً سلبياً، وسيظهر في القطب الموجود على اليمين انحرافاً إيجابياً. يمثّل تخطيط القلب الكهربائي أداة مفيدة للكشف عن اضطرابات نظمية القلب وفي الكشف عن نقص إمدادات القلب الدموية. أحياناً يتم الشكّ بوجود شذوذات، ولا يتم التأكد من وجودها في مخطط القلب الكهربائي بشكل فوري. يمكن استخدام الاختبار عند ممارسة التمارين الرياضية لإثارة شذوذ، ويمكن كذلك ارتداء أقطاب جهاز التخطيط لمدة أطول بكثير 24 ساعة مثلاً كشاشة هولتر في حالة وجود شذوذ إيقاعي غير حاضر في لحظ التقييم.

#### التصوير
يمكن استخدام طرائق تصوير عديدة لتقييم تشريح ووظيفة القلب، بما في ذلك الأمواج فوق الصوتية (التصوير بالصدى)، والتصوير بالأوعية، والتصوير المقطَعيّ المحوسب، والتصوير بالرنين المغناطيسي، والتصوير المقطعي بالإصدار البوزيتروني. مخطط الصدى هو موجات فوق صوتية للقلب تستخدم لقياس وظيفة القلب، وتقييم أمراض الصمامات، والبحث عن أي شذوذات. يمكن إجراء تخطيط الصدى بواسطة مسبار على الصدر، أو بواسطة مسبار في المريء. يتضمن تقرير تخطيط الصدى التقليدي معلومات عن عرض الصمامات والإشارة إلى أي تضيُّق، وفي حالة وجود تدفُّق راجع للدم (قلس)، ومعلومات عن حجوم الدم عند نهاية الانقباض والانبساط بما في ذلك نسبة الدم المقذوف التي تصف حجم الدم المقذوف من البطينين الأمين والأيسر بعد الانقباض، بعد ذلك يتم تقسم الحجم المقذوف من القلب (حجم الضربة) على حجم القلب الممتلئ (حجم نهاية الانبساط). يمكن إجراء تخطيط الصدى القلبي في ظرف الشدة، من أجل فحص علامات نقص إمدادات الدم. يتضمن اختبار الإجهاد القلبي إما التمارين المباشرة أو في حالة عدم إمكانية إجراء التمارين، فالحقن بدواء كالدوبتامين.
يمكن أن تساعد وسائل تصوير أخرى كالتصوير المقطعي المحوسب والأشعة السينية في تقدير حجم القلب، وتقدير علامات الوذمة الرئوية والإشارة إلى وجود سائل حول القلب في حالة وجوده. كما أنها مفيدة لتقييم حالة الشريان الأبهر.

#### العلاج
يتم استخدام العديد من الأدوية لعلاج أمراض القلب أو تقليل أعراضها.
بالنسبة لأمراض معدل ضربات القلب أونظميته فهناك العديد من العوامل مضادات شذوذات النظم المستخدمة. تتداخل هذه الأدوية مع قنوات الشوارد، وبالتالي تتداخل مع كامن الفعل القلبي (كحاصرات قنوات الكالسيوم، وحاصرات قنوات الصوديوم)، وتتداخل كذلك مع التنبيه القلبي عبر الأعصاب الودية (حاصرات بيتا)، أو تتداخل مع حركة الصوديوم والبوتاسيوم عبر غشاء الخلية كالديجوكسين. تتضمن الأمثلة الأخرى الأتروبين في حالة النظم البطيء، والأميودراون في النظم غير المنتظم. ليست الأدوية الطريقة الوحيدة لعلاج شذوذات معدل ضربات القلب أو النظم، ففي حالة بداية النظم القلبي غير المنتظم (التلَيُّف الأذيني) يمكن أن يتم محاولة علاج الحالة باستخدام التقويم الكهربائي للقلب. أما في حالة ضربات القلب البطيئة أو الإحصار القلبي فيمكن إضافة ناظمة قلبية اصطناعية أو مقوِّم نظم القلب مزيل الرجفان القابل للزرع. حدّة بداية الإصابة غالباً تؤثر على كيفية إدارة اضطراب النظم، وكذلك إذا كان الإيقاع يسبب عدم استقرار في الدورة الدموية كانخفاض الضغط أو أعراض أخرى. يتم التحقيق كذلك في سبب التحريض كالنوبة القلبية أو الأدوية أو مشاكل الاستقلاب.
يتضمن علاج أمراض القلب الإقفارية تخفيف الأعراض، بما في ذلك عقار النيتروجليسيرين وحاصرات بيتا وفي الحالات الحادة ومن أجل تخفيف الآلام الحادة المورفين والأفيونيات الأخرى. لهذه الأدوية فوائد وقائية عديدة تقوم بخفض التنبيه الودي للقلب الذي يحدث مع الألم أو عبر توسيع الأوعية الدموية.
يتضمن علاج أمراض القلب الوقاية الأولية والثانوية لمنع حدوث أو تفاقم الأعراض وتصلُّب الشرايين. تتضمّن هذه الوقاية توصيات وقف التدخين وتقليل استهلاك الكحول وزيادة ممارسة التمارين الرياضية وإجراء تعديلات على النظام الغذائي لتقليل استهلاك الدهون والسكريات، كما يمكن إعطاء بعض الأدوية للمساعدة في السيطرة على مرض السكري المزمن. يمكن كذلك إعطاء أدوية لخفض مستويات الكوليسترول كالستاتينات والفايبرات.
يتم إعطاء مضادات التخثُّر على شكل أسبرين أو الوارفارين أو كلوبيدوغريل أو مضادات التخثر الفموية بشكل متزامن في كثير من أمراض القلب، بما في ذلك الرجفان الأذيني وأمراض الصمامات وبعد عمليات القلب وذلك بسبب ازدياد خطر السكتة أوفي الأوعية القلبية المتخثرة أوحالة تجلُّط الدم في هذه الحالات.

#### الجراحة
يمكن إجراء العمليات الجراحية في حال ضرورتها إما بشكل مفتوح أو عبر أسلاك يتم إدراجها في الشرايين الطرفية (رأب الوعاء التاجي عن طريق الجلد) . عادةً يتم القيام برأب الوعاء التاجي عبر الجلد في حالة المتلازمة التاجية الحادة، كما يمكن القيام به لإدخال دعامات.
أحد هذه العمليات جراحة فتح مجرى جانبي للشريان التاجي، حيث يتم يتجاوز واحد أو أكثر من الشرايين المحيطة بالقلب وذلك لأنها تضيَّقت. ويتم ذلك عن طريق أخذ الأوعية الدموية التي تحصد لجزء آخر من الجسم، تشمل هذه الأوعية الوريد الصافن الكبير أو الشريان الصدري الداخلي، وبما أن هذه العملية تشتمل على أنسجة القلب، لذا يتم استخدام آلة تُمكّن الدم من اجتياز القلب خلال العملية، تُدعى هذه الآلية بالمجازة القلبية الرئوية.
أما الخيار الأفضل لعمليات الصمامات فهو إصلاح هذه الصمامات أو استبدال الصمامات.

## التاريخ

### قديماً

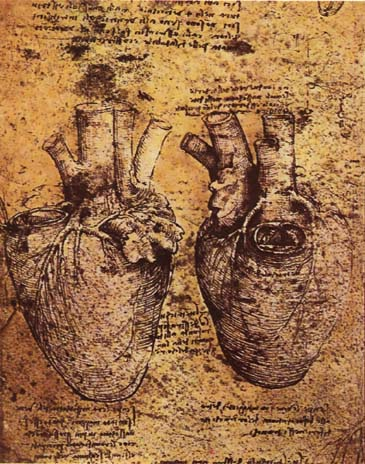
قلب وصماماته الدموية، بريشة ليوناردودا فينشي، تعود اللوحة للقرن الخامس عشر.

عرف البشر عن القلب منذ القديم، على الرغم من عدم فهم وظيفته أو تشريحه بشكل دقيق. تم النظر إلى القلب في المجتمعات الأولى بوجهة نظر دينية، فيما يعتبر الإغريق أول من وضعوا فهماً علمياً للقلب في العالم القديم. اعتبر أرسطو أن القلب هو العضو المسؤول عن صنع الدم، بينما قال أفلاطون بأن القلب هو مصدر دوران الدم ولاحظ أبقراط دوران الدم في الجسم بشكل دوري عبر القلب إلى الرئتين. أشار إيراسيستراتوس (304-250 قبل الميلاد) إلى القلب باعتباره مضخّة تسبب توسع الأوعية الدموية، ولاحظ أن الشرايين والأوردة تنبثق من القلب لتصبح أصغر وأصغر مع زيادة المسافة، على الرغم من أنه آمن بأنها مليئة بالهواء، لا الدم. كما أنه اكتشف صمامات القلب.
عرف الطبيب الإغريقي جالينوس (القرن الثاني الميلادي) بأن الأوعية الدموية تحمل الدم وميَّز بين الدم الوريدي (أحمر قاتم) والدم الشرياني (أفتح وأرق) كُلٌّ بوظيفته المختلفة. لاحظ غالين أن القلب هو أسخن الأعضاء في الجسم، واستخلص أن القلب هو العضو الذي يزود الجسم بالحرارة. وقال بأن القلب لا يضخّ الدم في الجسم، بل إن القلب بحركته يمصّ الدم خلال انبساطه ومن ثم يتحرك الدم عبر نبض الشرايين. اعتقد غالن بأن الدم الشرياني يُصنع بدءاً من الدم الوريدي عبر مروره من البطين الأيمن إلى البطين الأيسر عبر «فجوات» موجودة بين البطينين. كما أنه اعتقد بأن الهواء يمر من الرئتين عبر الشريان الرئوي للجانب الأيسر للقلب ويقوم بصنع الدم الشرياني.
بقيت هذه الأفكار سائدة قرابة الألف عام.

### العصور الوسطى
وُجدَ أقدم وصف للدورة الدموية والتاجية في كتاب «شرح تشريح القانون» لابن النفيس، وقد نُشر هذا الكتاب عام 1242. يقول ابن النفيس في هذا المخطوط أن الدم يمر عبر الدورة الرئوية بدلاً من الانتقال من البطين الأيمن إلى الأيسر، كما اعتقد جالينوس. تُرجم هذا العمل فيما بعد إلى اللاتينية على يد أندريه ألباجو.
في أوروبا استمر تعليم أفكار جالينوس حتى سيطرت أفكاره على المجتمع العلمي، واعتمدت آرائه كحقائق رسمية من قبل الكنيسة. طرح عالم التشريح أندرياس فيزاليوس بعض الأسئلة على فرضيات جالينوس في كتابه «بنية الجسم البشري» الذي نشره عام 1543، ولكن تم تفسير كتابه باعتباره تحدِّيَاً للسلطات، ووُجِّهت له العديد من الاتهامات. كتب ميغيل سيرفيت في كتابه «ترميم المسيحية» الذي نُشر عام 1553 أن الدم يتدفق من أحد جوانب القلب إلى الآخر عبر الرئتين.

### حديثاً

القلب الحي.

بدأ الانفراج في فهم كيفية تدفّق الدم عبر القلب والجم من خلال كتاب الطبيب الإنجليزي ويليام هارفي «حركة القلب» الصادر عام 1628، حيث وصف الكتاب جهاز الدوران والقوة الميكانيكية للقلب بشكل كامل، مما أدى إلى إصلاح آراء جالينوس. من خلال مؤلفات عالم الفيزيولوجيا الألماني أوتو فرانك (1865-1944) يوجد دراسات تفصيلية عن القلب. كذلك كإرنست ستارلينغ (1826-1927) عالم فيزيولوجيا إنجليزي اهتمّ بدراسة القلب. على الرغم من أن أعمال أوتو فرانك وإرنست ستارلينغ كانت إلى حدٍ كبير مستقلة عن الأخرى إلا أن جهودهما المشتركة واستنتاجاتهما المتشابهة دُعيت باسم «آلية فرانك-ستارلينغ».
على الرغم من كون ألياف بوركنجي وحزمة هيس مُكتشفة منذ بدايات القرن التاسع عشر، إلا أن دورهما في الجهاز التوصيلي للقلب ظل غير معروف حتى نشر سوناوتاوارا راسته المعنونة باسم "----" عام 1906. اكتشاف تاوارا للعقدة الأذينية البطينية دفع آرثر كيث ومارتن فلاك للبحث عن بنى مشابهة في القلب، مما أدى لاكتشافهما للعقدة الجيبية الأذينية بعد عدة أشهر. تشكّل هذه البنى الأساس التشريحي لتخطيط القلب الكهربائي، الذي اخترعه ويليام إينتهوفين، الذي حصل على جائزة نوبل في الطب والفيزيولوجيا لعام 1924.
أُجريت أول عملية زراعة قلب ناجحة عام 1967 على يد جراح جنوب إفريقي وهو<ط كريستيان برنارد في مستشفى غروت شور في كيب تاون. اعتبر هذا الحدث معلماً رئيسياً في الجراحة القلبية، حيث استحوذ ليس فقط على اهتمام الأطباء بل على اهتمام العالم بأسره. ومع ذلك، فقد كانت معدّلات البقاء على قيد الحياة لمدة طويلة في البدايات منخفضة. توفي لويس واشكانسكي، وهو أول مريض تلقى تبرعاً بالقلب، وذلك بعد 18 يوماً من إجراء العملية، بينما لم يبقى بقية المرضى على قيد الحياة لأكثر من بضعة أسابيع. تم الاعتراف بجهود الجراح الأمريكي نورمان شوموراي بجهوده لتحسين تقنيات الزراعة، بالإضافة إلى ريتشارد لور وفلاديمير ديميخوف وأدريان كانتروفيتز. بحلول مارس/آذار عام 2000 كان قد تم إجراء أكثر من 55.000 جراحة نقل قلب عبر العالم.
بحلول منتصف القرن العشرين، تفوّقت أمراض القلب على الأمراض المعدية باعتبارها سبباً رئيسياً للوفاة في الولايات المتحدة، وحالياً هي السبب الرئيسي للوفيات في جميع أنحاء العالم. منذ العام 1948، سلّطت دراسة فرامنغهام عن القلب، سلَّطت الضوء على آثار عوامل متنوعة على القلب بما في ذلك الحمية والتمارين الرياضية والأدوية الشائعة كالأسبرين. على الرغم من إدخال مثبطات الإنزيم المحول للأنجيوتنسين وحصارات بيتا قد حسّنت من إدراة فشل القلب المزمن، إلا أن المرض لا يزال يُشكِّل عبئاً طبياً واجتماعياً كبيراً، حيث يموت 30 إلى 40 بالمئة خلال عام واحد من تلقِّيهم للتشخيص.

## المجتمع والثقافة

### الرمزية
عُرف القلب طويلاً كمركز للجسم كله ومستقرِّ الحياة أو العاطفة أو المنطق والغاية والفكر والإرادة، أو حتى العقل. برز القلب رمزًا للكثير من الأديان، فهو يدلّ على «الحقيقة والإدراك أو الشجاعة الأخلاقية في العديد من الأديان، كذلك عُرف كمكان وجود الإله في الأفكار الإسلامية واليهودية-المسيحية، وهو المركز الإلهي أو أتمان والعين الثالثة للحكمة المتعالية في الهندوسية، ومركز الفهم في الطاوية، وهو ماسة من النقاء والجوهر عند البوذية».
في الكتاب العبري تم استخدام كلمة قلب في هذه المعاني، مقرّ العاطفة، والعقل وكعضو تشريحياً. كما أنه يرتبط وظيفياً ورمزياً بالمعدة.
كان القلب أو«إب» أحد أجزاء مفهوم الروح في الدين المصري القديم. اِعتُقد أن «إب» وهو القلب الغيبي يتشكّل من قطرة دم واحدة من قلب أم الطفل، تؤخذ عند الحمل. بالنسبة للمصريين القدماء كان القلب مقرّ العاطفة والتفكير والإرادة والنيّة. تم الاستدلال على هذا من خلال التعابير المصرية التي تتضمن كلمة «إب» ككلمة «أوي-إب» بمعنى «سعيد» (حرفياً تعني «طويل القلب») و«زاك-إب» بمعنى «بعيد» (حرفياً «مُقتطع من القلب»). في الديانة المصرية كان القلب هو مفتاح الحياة الأخرى. فكان يُنظر إليه على أنه سر النجاة في الموت، حيث أنه يعطي دليلاً لصالح أو ضد صاحبه، حيث اِعتُقد أن القلب يتم فحصه من قبل أنوبيس والعديد من الآلهة الأخرى خلال حفل وزن القلب. إذا وزن القلب أكثر من ريشة مات، وهو رمز معياري للسلوك المثالي، فإذا توازنت الأوزان فهذا يعني أن مالك هذا القلب عاش حياةً عادلة وبإمكانه الدخول إلى الحياة الأخرى، بينما إذا لم يكن القلب أثقل فسيلتهمه الوحش أميت.
يُستمد الحرف الصيني? شكله من القلب، حيث أنه يشير بطريقة ترسيمية للقلب (فهو يشير إلى حجرات القلب) في نموذج الكتابة الختمي. تشير الكلمة الصينية x?n إلى معانٍ مجازية أخرى كـ«العقل» و«النيّة» و«الأساسي». في الطب الصيني يُنظر إلى القلب على أنه مركز ? «شين» أي «الروح، والوعي». ويرتبط القلب مع الأمعاء الدقيقة واللسان ويحكم الأجهزة الستة والأحشاء الخمسة، وينتمي إلى النار في العناصر الخمسة.
الكلمة السنسكريتية للقلب هي h?d أوh?daya، موجودة في أقدم النصوص السنسكريتية التي عُثِر عليها، وهو الريجفدا. في اللغة السنسكريتية تعني هذه الكلمة العضو تشريحياً، و«العقل» و«الروح» أيضاً، التي تمثل مقرّ العاطفة. يمكن أن تكون كلمة Hrd أصلاً لكلمة القلب في اليونانية واللاتينية والإنجليزية.
اعتبر العديد من الفلاسفة والعلماء القديمين بما في ذلك أرسطو، اعتبروا القلب مقرّ التفكير أو المنطق أو العاطفة، متجاهلين دور الدماغ كمساهم في هذه الوظائف. تحديد القلب كمقرّ للعواطف يعود تحديداً إلى الطبيب اليوناني جالينوس، الذي حدّد الكبد كمقرٍّ للآلام، والدماغ كمقرّ للمنطق.
لعب القلب كذلك دوراً في نظام الإيمان عند الآزتك، حيث كان أشيع أشكال التضحية بالبشر عند الآزتك هو استخراج القلب. آمن الآزتك بأن القلب (tona) هو مقرّ الفرد وأحد أشكال حرارة الشمس (istli). وإلى هذا اليوم يعتقد الناهو بأن الشمس هي قلب الروح (tona-tiuh) فهي «مدورة وساخنة ونابضة».
في الكاثوليكية هناك إرثٌ كبير في تبجيل القلب، نابعٌ من عبادة جروح يسوع المسيح، والتي اكتسبت مكانة بارزة في القرن السادس عشر. أثّر هذا التقليد في تطوّر التفاني المسيحي في القرون الوسطى إلى قلب يسوع الأقدس، بالإضافة إلى عبادة قلب مريم الطاهر الذي أصبح شائعاً على يد جون إيوديس.
كما أن تعبير «القلب المكسور» هو اصطلاح عابر للثقافات يشير إلى الحزن للفقد أو الحب الرومانسي غير المكتمل.
كذلك فكرة «سهام كيوبيد» قديمةٌ وتعود إلى أوفيد، ولكن بينما يصف أوفيد كيوبيد بأنه يصيب ضحاياه بسهامه، فإنه لم يوضح أن مكان الإصابة هو القلب. الأيقونية الشهيرة لكيوبيد وهو يطلق رموز قلب صغيرة تعود إلى عصر النهضة، وأصبحت مرتبطةً بعيد الحب.

### الطعام
يتم استهلاك قلوب الحيوانات على نطاق واسع في الطعام. وعلى اعتبار أن معظم القلب يتكون من عضلات فهي غنية بالبروتين. يتم غالباً تضمينها في الأطباق مع غيرها من الأحشاء.
غالباً يتم حفظ قلوب الدجاج مع أحشائها مثلَّجةً، وغالباً يتم شيّها على أسياخ: كم في وجبة ياكيتوري اليابانية، وتشوراسكودي كوراساو البرازيلية، وساتاي قلب الدجاج الإندونيسية. كما أنها تُقلى كما في الشواء المختلط المقدسيّ. في المطبخ المصري، يمكن استخدامها مفرومة بشكل ناعم، كجزء من حشوة الدجاج. وفي العديد من الوصفات يمزج القلب مع مكونات أحشاء أخرى كطبق بولو إي مينودينسياس المكسيكي.
أما قلوب الأبقار والخنازير والظان يمكن أن يتم إدخالها في الوصفات. وبما أن القلب بمعظمه عضلات عاملة، لذا فإن لحومها «جافة وصلبة»، لذا فهي تُطبخ على نار هادئة عموماً. هناك طريقة أخرى للتعامل مع متانة لحوم القلب وهي فرمها إلى شرائح، ويمكن للحوم قلوب الأبقار أن تُشوى أو أن تُطهى ببطء.

## حيوانات أخرى

### فقاريات أخرى
يتنوع حجم القلب بين مختلف المجموعات الحيوانية المختلفة، فتتراوح القلوب في الفقاريات بين 12 ميلي غرام لأصغر الفئران إلى 600 كيلوجرام في الحوت الأزرق. يتوضع القلب في الفقاريات في منتصف الجزء البطني من الجسم، محاطاً بالتامور. وفي بعض الأسماك يكون التامور متصلاً بجوف الصفاق.
عُثِر على العقدة الجيبية الأذينية عند كل السلويّات، ولكن لم يُعثَر عليها عند الفقاريات الأكثر بدائية. في هذه الحيوانات، تكون عضلات القلب مستمرة نسبياً، وتقوم الجيوب الوريدية بتنسيق الضربات التي تمر كموجة عبر الحجرات الباقية. في الواقع ومنذ ضمّ الجيوب الوريدية إلى الأذين الأيمن في السلويات، بدت كما لو أنها تتنادد مع العقدة الجيبية الأذينية. في العظميّات ذات الجيب الوريدي الآثاري، فإن المركز الرئيسي للتنسيق هو في الأذين بدلاً من الجيب. يتنوع معدّل ضربات القلب بشكل هائل بين مختلف الأنواع، فهو يتراوح بين 20 ضربة في الدقيقة في أسماك القد و600 ضربة في الدقيقة في طائر الطنّان وتصل إلى 1200 ضربة في الدقيقة الطائر الطنان ياقوتي الحنجرة.

### أجهزة الدوران المُضاعفة
1. الوريد الرئوي
2. الأذين الأيسر
3. الأذين الأيمن
4. البطين
5. القمع الشرياني
6. الجيب الوريدي

مقطع عرضي لقلب حيوان برمائي بالغ ذوثلاث حجرات، لاحظ البطين المفرد. المناطق باللون البنفسجي تمثّل مناطق يختلط فيها الدم المؤكسج بغير المؤكسج.

تمتلك البرمائيات الكبيرة ومعظم الزواحف جهاز دوران مضاعف، مما يعني أن جهاز الدوران عندها ينقسم إلى أجزاء وريدية وشريانية. على أي حال، فإن القلب ذاته غير منفصل تماماً إلى جانبين، فبدلاً من ذلك ينفصل إلى ثلاث حجرات-أذينان وبطين واحد. يعود الدم من الدوران الجهازي والرئتين ومن ثمّ يُضخّ الدم بوقت واحد في الدوران الجهازي والرئتين. يسمح جهاز الدوران المضاعف للدم بالدوران من وإلى الرئتين اللتان تقومان بإيصال الدم المؤكسج مباشرةً إلى القلب.
في الزواحف، يتوضع القلب عادةً في وسط الصدر تقريباً، وفي الثعابين في الوصل بين الثلثان العلويان. للزواحف قلوب بثلاثة حجرات-أذينان وبطين واحد. ينفصل البطين بشكل جزئي بواسطة جدار (حاجز) إلى نصفين، مع وجود فجوة كبيرة بين فتحات الشريان الرئوي والشريان الأبهري. في معظم أنواع الزواحف، يبدو أن هناك خلطاً قليلاً بين مجريي الدم إن وُجد، لذا فإن الأبهر يتلقى بشكل أساسي دماً مؤكسجاً فقط. استثناءً مما سبق التماسيح ذات القلوب رباعية الحجرات.
في قلب السمكة الرئوية، يمتد الحاجز جزئياً في البطين. وهذا يسمح بدرجة ما من الفصل بين مجرى الدم غير المؤكسج الموجه إلى الرئتين والمجرى المؤكسج الذي يتم نقله إلى أنحاء الجسم. غياب مثل هذا الانقسام في البرمائيات الحية قد يكون جزئياً بسبب كمية التنفس التي تحدث من خلال الجلد، حيث أن الدم يعود إلى القلب من خلال الأوردة الجوفاء ويكون مؤكسجاً جزئياً. وكنتيجة، قد يكون هناك حاجة أقل لتقسيم أدق بين مجريي الدم أقل مما هو عليه في الأسماك الرئوية أو رباعيات الأطراف. ومع ذلك، في بعض الأنواع من البرمائيات على الأقل، الطبيعة الإسفنجية للبطين تحافظ على المزيد بين الانفصال بين مجريي الدم. أيضاً، الصمامات الأصلية للقمع الشرياني تُستبدل بصمام لولبي ينقسم إلى جزأين متوازيين، مما يساعد على إبقاء مجريي الدم منفصلين.

### القلب المنفصل تماماً
تبدي الأركوصورات (التماسيح والطيور) والثدييات انفصالاً في القلب ليغدو مضختين لمجموع حجرات القلب الأربعة، يُعتقد أن القلب رباعي الحجرات للأركوصورات تطور بشكل مستقل عن الثدييات. عند التماسيح، هناك فتحة صغيرة وهي ثقبة بانيزا في قاعدة الجذوع الشريانية وهناك أيضاً درجة من الاختلاط بين الدم في كل جانب للقلب أثناء الغوص تحت الماء، وبالتالي، فإن في الطيور والثدييات هناك مجريا دم-دوران رئوي وجهازي- يبقيان منفصلان بشكل كامل عبر حاجز فيزيائي.

### الأسماك

تدفُّق الدم من خلال القلب عند الأسماك:الجيب الوريدي، الأذين، البطين، أنبوب التدفُّق الخارجي.

للأسماك ما يُوصف غالباً بأنه قلب ذو حجرتين، يتألف من أذين واحد يتلقى الدم وبطين واحد يضخّ الدم، على أي حال، فإن قلب السمك يحتوي على مقصورات للدخول والخروج يُمكن أن تُدعى حجرات، لذا ففي بعض الأحيان يمكن اعتبار قلب الأسماك مؤلفاً من ثلاث حجرات، أوأربع اعتماداً على ما يتم احتسابه كحجرة.يُعتبر الأذين والبطين أحياناً «حجرات حقيقية»، بينما تُعتبر الأخريات «حجرات ملحقة».
للأسماك البدائية قلب بأربع حجرات، ولكن الحجرات متوالية وراء بعضها البعض، لذلك فإن هذه القلوب البدائية على عكس القلوب رباعية الحجرات للثدييات والطيور. الحجرة الأولى هي الجيب الوريدي الذي يقوم بجمع الدم غير المؤكسج من أنحاء الجسم من خلال الأوردة القلبية والكبدية. من هنا يتدفّق الدم إلى الأذين ومن ثمّ يقوم البطين العضلي القوي بضخّه. أما الحجرة الرابعة والأخيرة فهي القمع الشرياني الذي يحتوي صمامات عديدة ويرسل الدم إلى الأبهر البطني. يقوم الأبهر البطني بإيصال الدم إلى الخياشيم حيث يتم أكسجته ويتدفّق عبر الأبهر الظهري لباقي أجزاء الجسم. (في رباعيات الأطراف، ينقسم الأبهر البطني إلى شريانين، أحدهما يُشكِّل الأبهر الصاعد، والثاني يُشكِّل الشريان الرئوي).
في الأسماك البالغة، لا تترتب الحجرات القلبية الأربعة بالتتالي، بدلاً من ذلك تأخذ شكل حرف S. يوجد هذا النمط الأبسط نسبياً في الأسماك الغضروفية وشعاعيات الزعانف. يكون القمع الشرياني في العظميات صغيراً جداً ويمكن أن يُوصف بدقة أكبر كجزء من الأبهر بدلاً من أن يُوصف كجزء قلبي. لا يظهر القمع الشرياني في أي من السلويَّات، ويُفترض أنه تم امتصاصه إلى داخل البطين خلال التطوُّر. وبشكل مشابه، بينما يظهر الجيب الوريدي كبنية ظاهرة في بعض الزواحف والطيور، إلا أنه تم امتصاصها باتجاه الأذين الأيمن ولم يعد من الممكن تمييزها.

### اللافقاريات

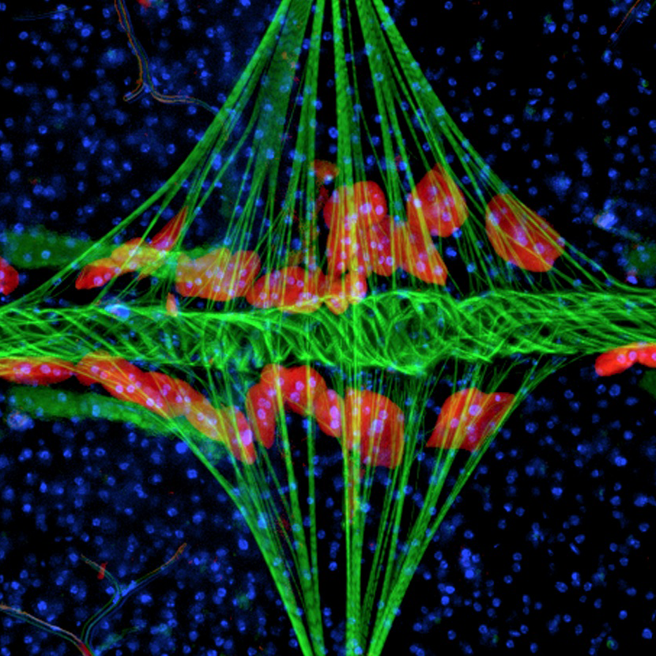
القلب شبه الأنبوبي (اللون الأخضر) للبعوضة الأوفيلية الغامبية يمتد أفقيَّاً على طول الجسم، مرتبطاً مع عضلات الجناح ذات الشكل الماسي (خضراء اللون أيضاً) ومُحاطاً بخلايا تامورية (اللون الأحمر). اللون الأزرق يمثّل نواة الخلية.

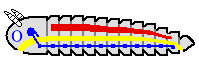
بنية جسم مفصليات الأرجل الأساسية، ويظهر القلب باللون الأحمر.

لمفصليات الأرجل ومعظم الرخويات جهاز دوران مفتوح. في هذا الجهاز، يُجمع الدم غير المؤكسج في أجواف حول القلب (جيوب)، يتخلل هذا الدم ببطء القلب عبر قنوات أحادية الاتجاه، ويُضخّ بعدها الدم ببطء في تجويف بين الأعضاء. عند المفصليات يأخذ القلب شكل أنبوب عضلي على طول الجسم تحت الظهر ويبدأ من قاعدة الرأس. بدلاً من دوران الدم، يدور سائل الدملمف الذي يحمل الصباغ التنفسي الأكثر شيوعاً الهيموسيانين القائم على النحاس كناقل للأوكسجين، بينما يُستخدم لدى عدد قليل من مفصليات الأرجل الهيموغلوبين القائم على الحديد.
في بعض اللافقاريات الأخرى كدودة الأرض، لا يُستخدم جهاز الدوران لنقل الأوكسجين، لذلك فهو أقل مما سبق، حيث لا يشتمل على أوردة أو شرايين ويتألف من أنبوبين متصلين، وينتقل الأوكسجين عبر الانتشار، وهناك خمسة أوعية عضلية صغيرة تصل بين هذين الوعائين وتتقلَّ في مقدمة الحيوانات ويمكن اعتبارها بمثابة قلوب.
الحبار ورأسيات القدم الأخرى تمتلك قلبان خيشوميان يُعرفان باسم «الفصوص» ولها أيضاً «قلب جهازي» واحد. للقلوب الخيشومية أذينان وبطين واحد لكل قلب خيشومي، وهي تضخّ إلى الخياشيم، في حين أن القلب الجهازي يضخّ إلى أنحاء الجسم.

## اقرأ أيضاً
- أمراض قلبية وعائية.
- الدورة الدموية الصغرى.
- الدورة الدموية الكبرى.
- الدورة القلبية.
- حجم الضربة.
- تخطيط القلب الكهربائي.
- عضلة القلب.
- نظم القلب.
- أمراض القلب.
- جراحة القلب.
- زراعة القلب.
- طب القلب.
- اختبار إجهاد القلب

## قراءة مُوسّعة
- Hall، John (2011). Guyton and Hall textbook of medical physiology (ط. 12th). Philadelphia, Pa.: Saunders/Elsevier. ISBN:978-1-4160-4574-8.
- Longo، Dan؛ Fauci، Anthony؛ Kasper، Dennis؛ Hauser، Stephen؛ Jameson، J.؛ Loscalzo، Joseph (11 أغسطس 2011). Harrison's Principles of Internal Medicine (ط. 18). McGraw-Hill Professional. ISBN:978-0-07-174889-6.
- Susan Standring؛ Neil R. Borley؛ وآخرون، المحررون (2008). Gray's anatomy : the anatomical basis of clinical practice (ط. 40th). London: Churchill Livingstone. ISBN:978-0-8089-2371-8.
- Nicki R. Colledge؛ Brian R. Walker؛ Stuart H. Ralston، المحررون (2010). Davidson's principles and practice of medicine (ط. 21st). Edinburgh: Churchill Livingstone/Elsevier. ISBN:978-0-7020-3085-7.

## روابط إضافية
- ما هوالقلب? – NIH
- أطلس تشريح القلب البشري
- مراجعة في تشريح القلب البشري بما في ذلك، الصمامات والمميزات الداخلية والخارجية
- تطور القلب البشري قبل الولادة
- قلوب الحيوانات: الأسماك، والحبار